# 중국 요리

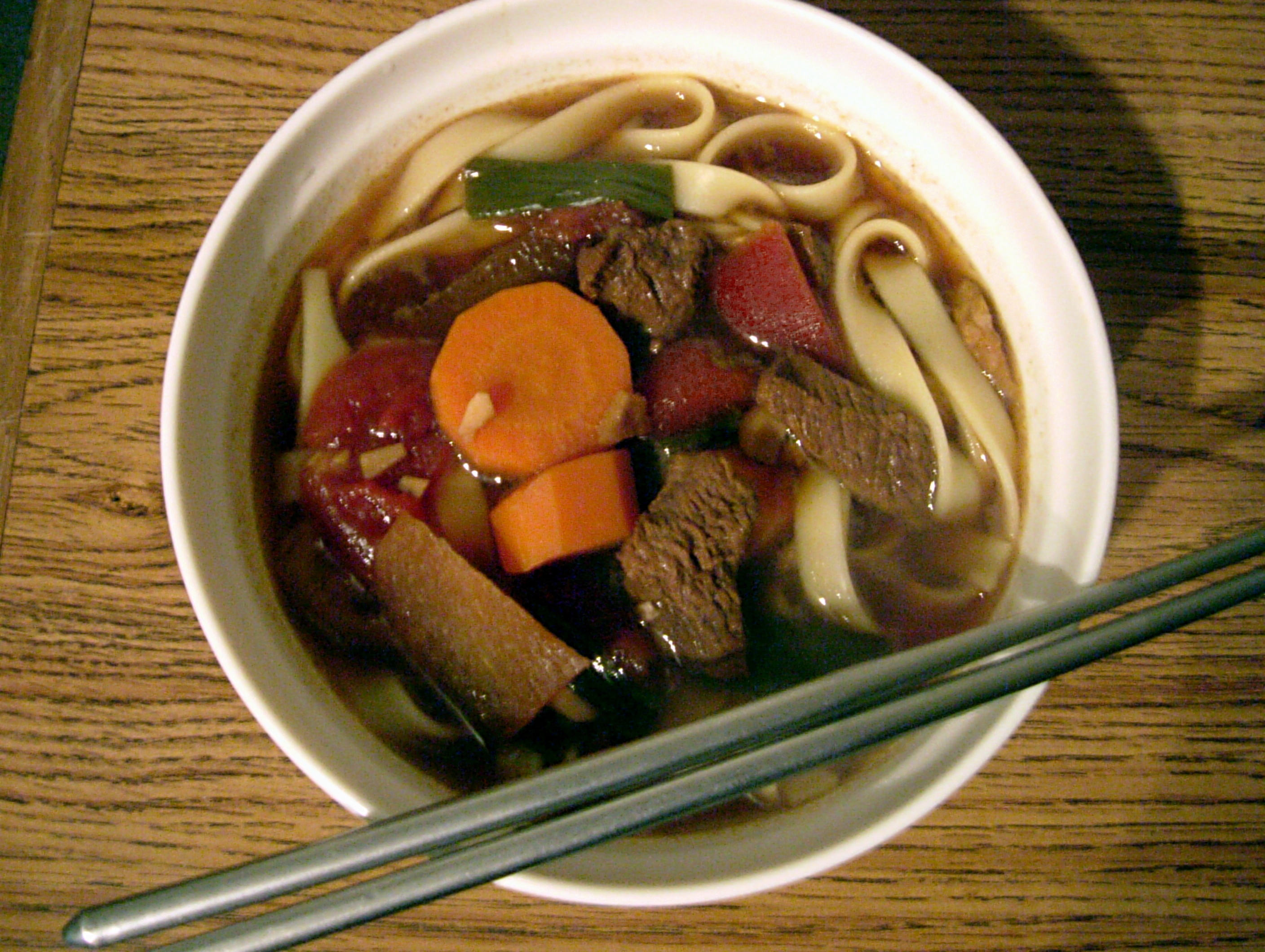
뉴러우몐(牛肉麵, 우육면)

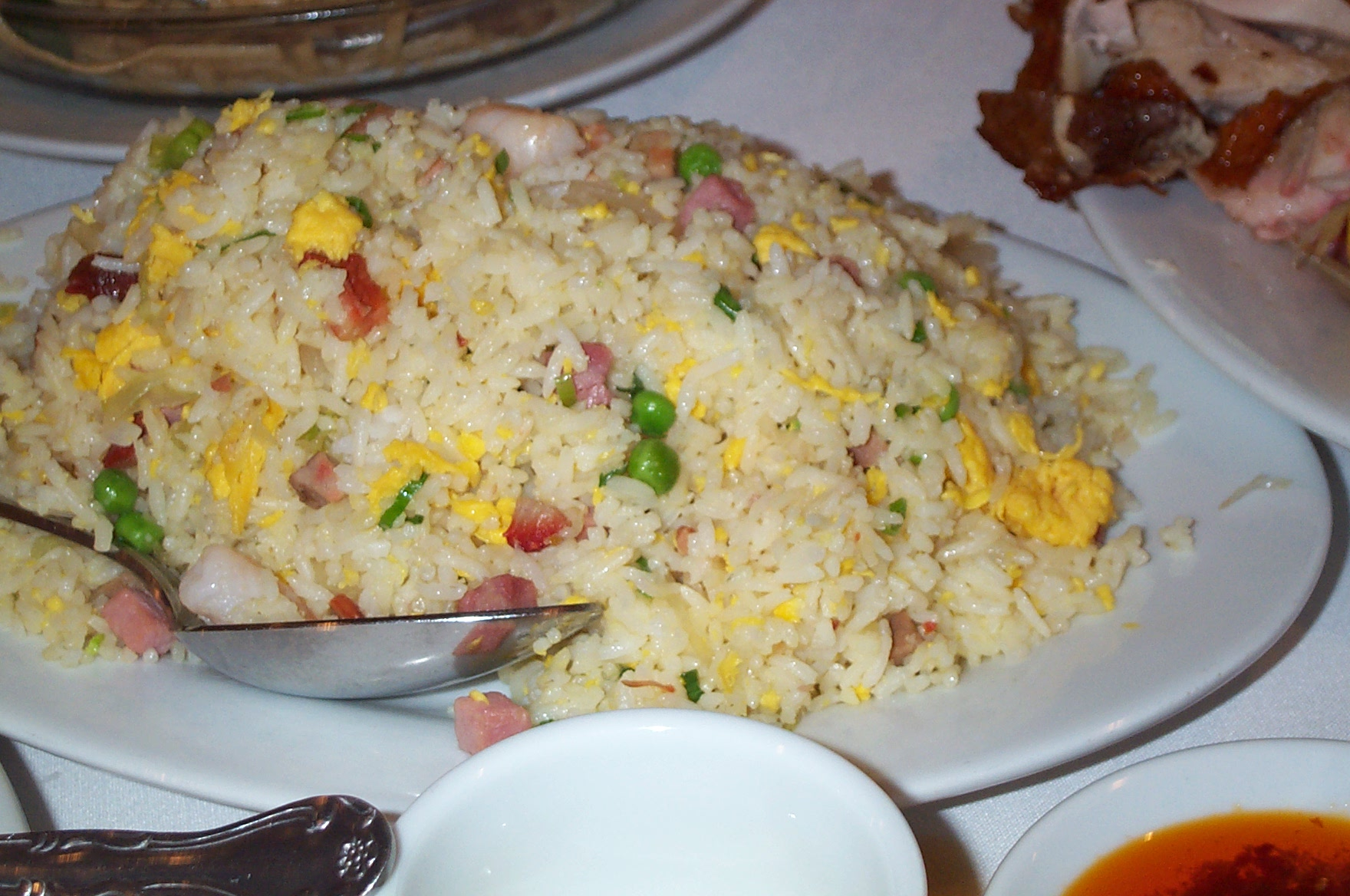
달걀 차오판(蛋炒飯, 볶음밥)

중국 요리(中國料理, 중국어 간체자: 中国菜, 정체자: 中國菜, 병음: Zhōngguó cài 중궈차이[*])는 동아시아의 요리 문화로서, 좁게는 대만과 중국의 요리를 의미하나 넓게 본다면 전세계적으로 화교들의 영향을 받은 현지 음식까지 포함하여 총칭하는 용어이다. 중식(中食, 중국어: 中餐, 병음: zhōngcān 중찬[*]), 중화 요리(중국어 정체자: 中華料理), 혹은 청요리(淸料理)라고도 부른다. 세계 3대 요리 가운데 한 자리를 차지하고 있다. 그 종류가 매우 다양하여, 중국 속담에는 "중국인들이 평생 못 이루는 것 중에 하나는 전국의 모든 음식들을 다 맛보는 것"이라고 말할 정도이다.
오늘날의 중국 요리는 세계에서 가장 성공한 요리 가운데 하나이다. 중국 요리는 어떠한 환경과 재료를 가지고도 요리를 만들어낼 수 있을 정도로 조리법이 무궁무진하며, 값싸고 양이 많아 배를 든든하게 채울 수 있는 저렴한 서민 음식부터 화려하고 웅장한 최고급 궁중 요리까지 모두 포함할 정도로 그 스펙트럼이 넓다. 화교들이 일찍부터 외국으로 진출한 덕분에 각 나라의 입맛에 맞게 적극적인 현지화를 하여, 전세계적으로 중국의 음식이 널리 퍼져 있다. 세계로 퍼져나간 중국 요리를 찾아보면 일부는 원본을 알기 힘들 정도로 적극적으로 현지화를 거듭한 경우가 대부분이며, 이런 면에서는 서양권 요리에서 현지 문화에 가장 적극적으로 적응하는 이탈리아 요리와도 꽤나 공통점이 있는 편이다.
반대로 중국 요리가 외국 요리 문화의 영향을 받기도 했다. 대만은 청나라 말기 일본의 지배로 인해 일본 요리의 영향을 많이 받아들였고, 국부천대 이후 중국 각지의 요리가 많이 유입되고, 미국 요리의 영향, 국외 소재 화교들의 요리들이 유입되었다. 최근에는 한국의 영향을 받아 한국 요리도 인기를 얻고 있다. 그리고 문화대혁명을 경험하지 않았기 때문에 중국 전역의 향토 요리나 고급 요리 등이 많이 남아있다.
일찍부터 서유럽과의 교류가 많았던 남중국, 특히나 아예 영국의 식민지였던 홍콩과 포르투갈의 식민지였던 마카오는 근대 시기 중국의 전란으로부터 자유로웠으며 국공내전 이후에는 대만처럼 중국 전역의 요리가 유입된데다 영국 요리, 포르투갈 요리와 융합되면서 중국 요리와는 어딘가 비슷하면서도 자세히 보면 또 다른, 그 지역만의 독자적인 요리 문화를 발전시켰다.
중국 본토는 마오쩌둥 시대에는 국유화 정책에 따라 시골 밥집에서부터 최고급 레스토랑까지 모든 식당들의 소유권이 국가로 넘어가면서 정부에게 식당을 임차받아 운영하는 방식으로 변경되었고, 1950년대 후반부터 1970년대까지는 외식도 배급표를 지참해서 현금과 같이 내는 방식이었다. 또한 문화대혁명의 혼란이 극심하던 1966년부터 1968년까지는 홍위병들의 행패로 고급 레스토랑들이 문을 닫는 소동이 벌어지기도 했다. 덩샤오핑의 개혁 개방과 함께 청년 실업 문제 해소를 이유로 1980년에 민영 식당 개업이 허용되었고, 기존의 식당들도 사유화가 진행되었으며, 중국의 경제성장으로 자영업이 활성화되면서 외식 산업이 급속히 발전했다. 기존 고급 요리나 서민 요리에 대한 재발견이나 새로운 요리의 유행이 꾸준히 이루어지고 있고, 또한 각 지방의 토속 요리들도 상품화가 이루어지고 있으며, 한국 요리·태국 요리·미국 요리·이탈리아 요리·일본 요리·인도 요리 등 다른 나라의 요리들도 많이 유입되고 있다.

## 특징

### 식재료와 조미료, 조리법의 다양성

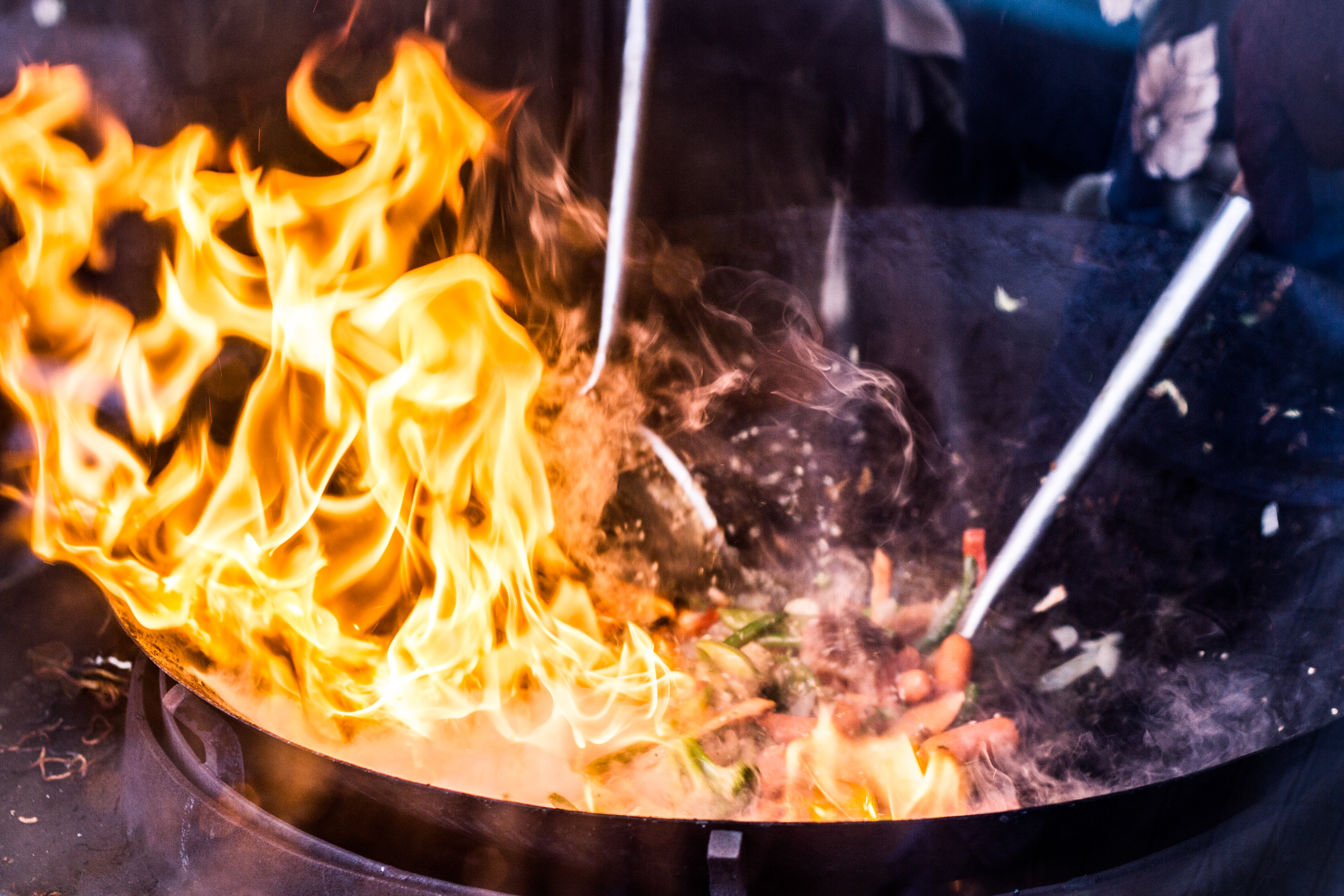
기름을 붓고, 웍으로 재빨리 섞어서 조리하는 볶음은 중국의 대중적인 조리법이다.

중국의 국토는 러시아를 제외한 유럽 전체에 필적할 정도로 광활하고, 각 지방의 기후·산물·풍토 등에 각기 다른 특색이 있다. 따라서 경제, 지리, 사회, 문화 등 다양한 요소가 복합적으로 작용하여 지역별로 다양한 음식 문화가 형성되었다. 또한 역대 중화 왕조에서 한족에게 동화·지배당한 수많은 민족들, 혹은 한족을 지배했던 이민족들의   영향도 받아 계속 발전을 거듭하였다. 채소는 식용 가능한 식물 거의 전체를 사용하며, 육류 역시 돼지, 소, 양, 염소 외에 조류(닭, 집오리, 오리, 거위) 등으로 다양하다. 어패류는 바다와 인접한 광둥, 푸젠, 산둥 등을 제외하고는 담수산 식재료를 주로 사용하는 편이다.
중국의 내륙 지방은 바다와 멀리 떨어져 있기 때문에 날생선 음식이 적고 가열 조리가 발달하였다. 특수 재료로는 건조 시킨 것이 많고, 종류도 풍부해서 이것을 불리는 기술이 뛰어나며, 특히 조리법이 매우 발달하였다. 기름과 녹말을 쓰는 경우가 많은데 그 사용 방법이 교묘하다. 기름과 함께 파, 생강, 마늘을 사용하여 이 재료들의 특유한 향과 자주 성분으로 다른 재료의 좋지 않은 냄새를 제거 시키고 동시에 기름의 느끼함을 완화 시켜 준다. 또한 녹말을 사용하여 식품이 가진 맛을 보존 시키며, 부드러운 향기를 주어 맛의 조화를 이루고 음식의 온도를 유지하거나 점도를 조절하기도 한다. 조리 기구는 한 개의 냄비가 여러 가지 용도로 쓰여 편리하고 합리적이다. 음식은 하나의 그릇에 담아 돌려가며 덜어 먹는 형식이므로 서빙이 비교적 간단하다.
중국 요리 거의 대부분은 적당한 크기로 손질 되어 바로 집어 먹을 수 있게 되어있다. 전통적으로 중국 문화는 식탁에서 칼과 포크를 이용하는 것을 야만스럽게 본다. 이는 이런 도구들이 무기로 여겨질 수도 있기 때문이다. 아울러, 손님이 직접 음식을 자르는 것도 무례한 것으로 여긴다.
생선 요리는 보통 완전히 요리 되어 나오며 젓가락으로 살코기 덩어리를 집어 먹는다. 다른 종류의 요리는 보통 발라내서 먹는데 이와 대조된다. 가능한 신선하게 대접해야 한다는 것도 있지만, 더 중요한 것은 물고기는 문화적으로 완전함을 상징하므로 머리와 꼬리 부분이 있어야 한다고 여긴다. 수많은 식당에서 두 개의 숟가락을 이용하여 고기를 나눠 식탁에 올려 놓는 것이 일상화 되어 있다. 닭고기 또한 중국 요리에 있어 자주 사용되는 재료이다. 닭의 살코기를 여러 갈래로 찢어 놓아 벼슬까지 대접하기도 하는데, 이 또한 완전함을 상징한다.

#### 기름
중국 요리 하면 빠질 수 없는 것이 바로 기름이다. 중국인에게 기름이란 굉장히 중요한 것이다. 중국의 마트에 가보게 된다면 대용량으로 파는 식용유들이 많다. 그래서 중국의 음식 중 80% 이상은 모두 기름으로 조리해서 만든다. 이렇게 중국에서 기름을 이용한 음식이 많은 이유는, 중국의 수질 때문이다. 중국은 수질이 좋지 않아 잘못 먹었다가는 배탈이 나기 십상이었다. 때문에 물을 이용한 음식보다는 물을 최대한 적게 사용한 음식을 주로 즐겨 먹었다. 그리고 중국의 기후 또한 건조하여서 작물을 키우기 힘들어서 기름에 튀겨서 음식의 보존 기간을 늘리고 기름에 튀긴 고열량 음식을 섭취했다.

#### 양파
중국인들은 기름진 음식을 많이 섭취하기 때문에 건강이 좋지 않을 것이라고 생각하는 사람들도 있다. 하지만, 세계보건기구가 10년간 세계 37개국의 심장병 발병률을 역학 조사한 결과, 인구 10만 명당 심장병 발병률이 가장 낮은 나라는 바로 중국이었다. 중국인들의 심장병 발병률은 미국의 5분의 1, 핀란드의 10분의 1에 불과했다. 이처럼 기름지고 건강에 좋지않은 음식을 먹어도 이렇게 건강한 이유는 양파 때문이라고 할 수 있다. 양파에 다량 함유된 퀘르세틴은 녹차의 카데킨, 토마토의 리코펜과 동일한 분자 구조를 가진 항산화 물질로서, 심장병과 기타 성인병 예방에 효과적이다. 고지방식과 흡연을 하면 혈관 벽에 콜레스테롤이 달라붙게 되는데, 이때 양파를 섭취하면 퀘르세틴이 항산화 작용을 통해 혈관 속 콜레스테롤을 분해함으로써 혈관을 깨끗하게 하고 심장을 보호한다. 대부분의 중국인들은 하루 평균 2개 정도의 양파를 섭취한다.

#### 향신료
중국 음식은 기름으로 조리한 음식이 많아 그 맛이 기름지고 느끼하다. 그래서 팔각, 산초, 고추 등 맛이 강렬하고 매운 향신료를 요리할 때 많이 사용하고 있다. 더불어 고수 잎으로 장식된 요리가 많은데, 고수 잎이 소화를 도와주기 때문에 즐겨 사용한다. 또한 오리, 닭, 돼지고기 요리에 사용하면 육질이 부드러워지고 커피나 차의 맛을 좋게 하는 팔각도 많이 사용한다.
중국의 사천 요리는 매운맛으로 유명하다. 여기서 나오는 매고 얼얼한 맛은 정향, 팔각, 후추, 육두구, 화자오와 같은 향신료에서 나온다.

##### 중국의 향신료 역사
유럽이 아시아에 진출하기 몇 세기 전부터 중국인은 향신료 교역망에 뛰어들어 후추, 정향, 육두구, 계피 등을 확보하였다. 아시아 교역은 매우 상호적으로 이루어져서 중국인은 원하는 향신료를 얻기 위해 그다지 많은 노력을 들일 필요가 없었다. 15세기에 중국은 역사상 처음으로 세계 원정을 시작했다. 포르투갈이 아시아에 도착하기 전인 1400년대부터 이미 중국은 정화(중국어 간체자: 郑和, 정체자: 鄭和, 병음: Zhèng Hé 정허[*], 1371년 ~ 1434년, 본명: 마삼보(馬三寶)) 장군이 이끄는 원정대를 서쪽으로 파견하였다. 이 원정대의 첫 항해는 62척의 중국 범선과 225척의 지원선, 2만 7000명이 넘는 인원이 함께 했다. 중국이 이미 향신료를 얻을 수 있는 상황에서 이 항해를 했던 목적은 대체로 명나라의 힘과 권력을 과시하기 위한 선전용 원정이라 여겨진다. 정화는 일곱 번의 원정으로 서쪽으로는 아프리카, 동족으로는 향신료 제도에 이르기까지 인도양 전역을 돌아다녔다. 심지어 아프리카에서 기린을 구해 명나라 황제에게 바치기도 했다. 이후 성리학적 정치 제도로 전환 중이던 명나라 조정에서 내치를 중요시하여 중국의 해상 활동이 중단되었다.

### 뜨거울 때 먹는 식습관
오늘날 중국 요리의 특징 중 하나인, '뜨겁게 익힌 식사'의 원형은 남송 시대(1127~1297년)에 등장한 것으로 알려졌다. 송나라 이후의 중국에서는 웍과 식용유를 사용하여 강한 화력으로 단번에 조리하는 볶음요리가 대중화되었다. 이는 한국 요리나 일본 요리, 그리고 서양 요리와 비교했을 때 특히나 차별화되는 부분이다. 따라서 중국 요리에서는 생채소 및 생육을 사용하거나 차갑게 조리하는 요리는 적은 편이다. 음료에서도 이러한 특징이 잘 드러나는데, 중국인들은 냉수는 잘 마시지 않고 온수나 차 등을 일상적으로 마신다.

### 종교 요리
종교적인 이유로 특정 식재료를 못 먹는 사람들도 있는데, 티베트 불교를 제외한 대부분의 불교인과 도교인, 이슬람교인들이 여기에 해당된다. 따라서 중국 요리는 이러한 사람들을 위해서 사찰 음식(채식 위주, 육고기 X)이나 청진 요리(돼지고기, 돼지기름 X) 등의 요리를 만들어냈다. 이러한 요리들은 식재료 일부만 다를 뿐이지 기본적인 조리 도구나 조리법, 사용 가능한 식재료, 조미료 등은 여타 중국 요리들과 똑같다. 또한 인도에서 현지화 된 중국 요리들은 힌두교도들이 많은 지역 특성상, 소고기를 사용하지 않고 닭고기나 기타 육류 등으로 대체하여 인기를 얻고 있다.

#### 채식주의
채식주의는 서양과 사실상 마찬가지로 중국에서도 흔하지 않다. 중국 채식주의자들은 두부를 많이 먹는다. 중국의 채식주의자들 대다수가 불교 신자이며 생물의 고통을 줄이는 불교적 가르침을 따른다. 중국의 채식주의적 요리는 커다랗고 다양한 야채를 포함하고 있으며 고기를 모방한 음식도 몇 가지 넣는다. 고기 모방 요리는 대부분 콩 단백질과 글루텐으로 만들어 오리, 닭, 돼지와 유사한 모양과 맛을 낸다. 콘작을 이용한 해산물 모방 요리도 존재한다.

### 세계화

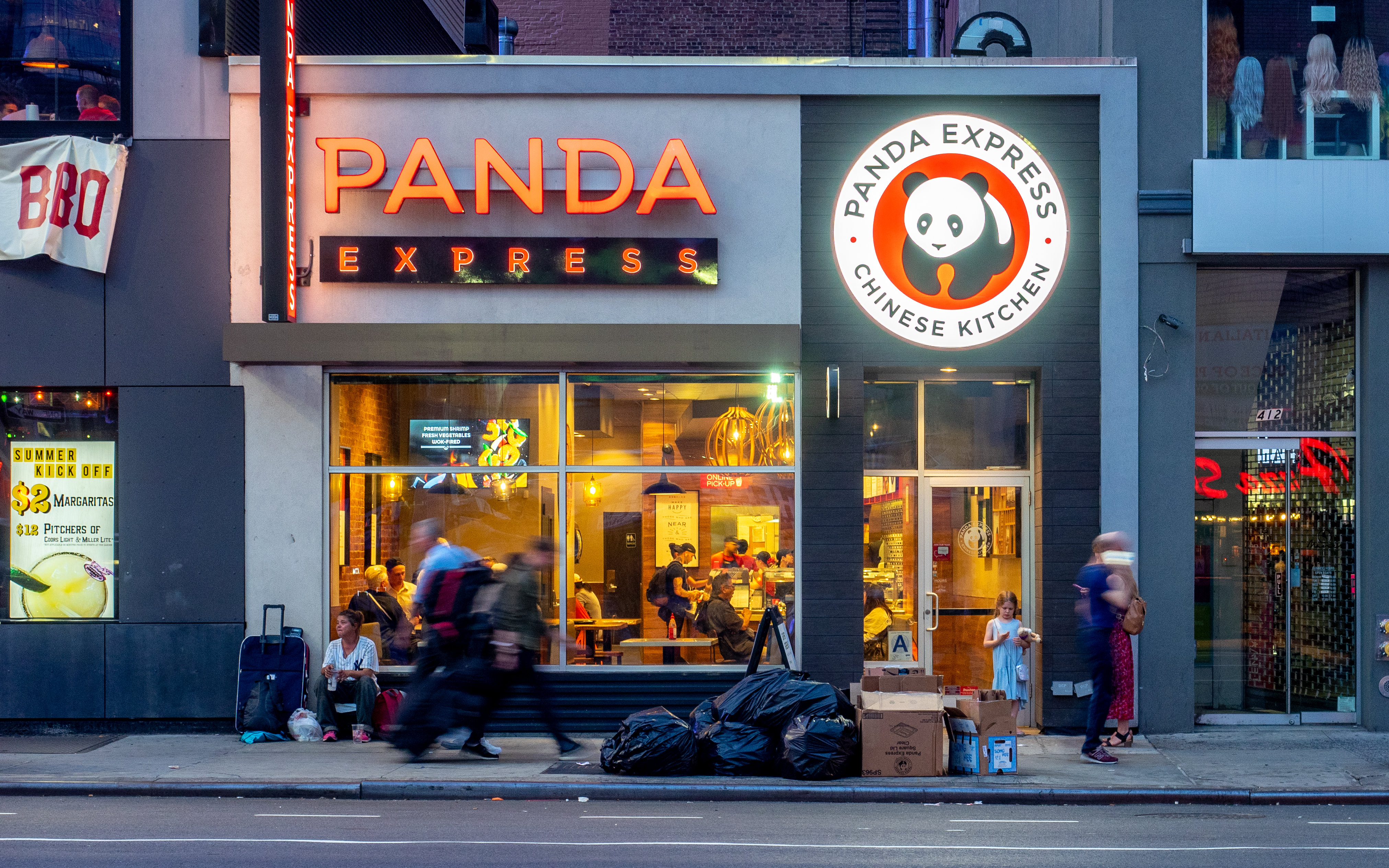
현지화된 중국 요리 음식점의 대표주자, 미국의 판다 익스프레스

중국 인근에 위치한 일본, 한국, 베트남의 요리 등은 모두 중국 요리의 영향을 강하게 받았다. 또한 상술했듯이 중국 출신의 화교들이 세계 각지로 건너가 그곳에서 중국 요리를 성공시켰는데, 특히나 동남아시아와 아메리카, 유럽 등지에서는 현지화에 성공하여 인기를 얻고 있는 편이다. 대표적인 예로는 미국식 중국 요리가 있다.
세계 각지의 중국 요리 관련 단체들이 모여서 출범 시킨 '세계중국팽임연합회(世界中国烹飪連合会)'는 1992년부터 중국 요리 세계 대회를 개최하고 있다. 이 대회에 나온 요리 중에는 현지의 요리와 결합하거나, 중국에 존재하지 않는 식재료를 이용하거나, 현지 요리사가 중국식 요리에 영감을 받아 만든 요리 등, 중국 본토에서조차 볼 수 없는 발전을 이룬 소위 '중화풍' 요리들이 많이 등장한다

## 역사

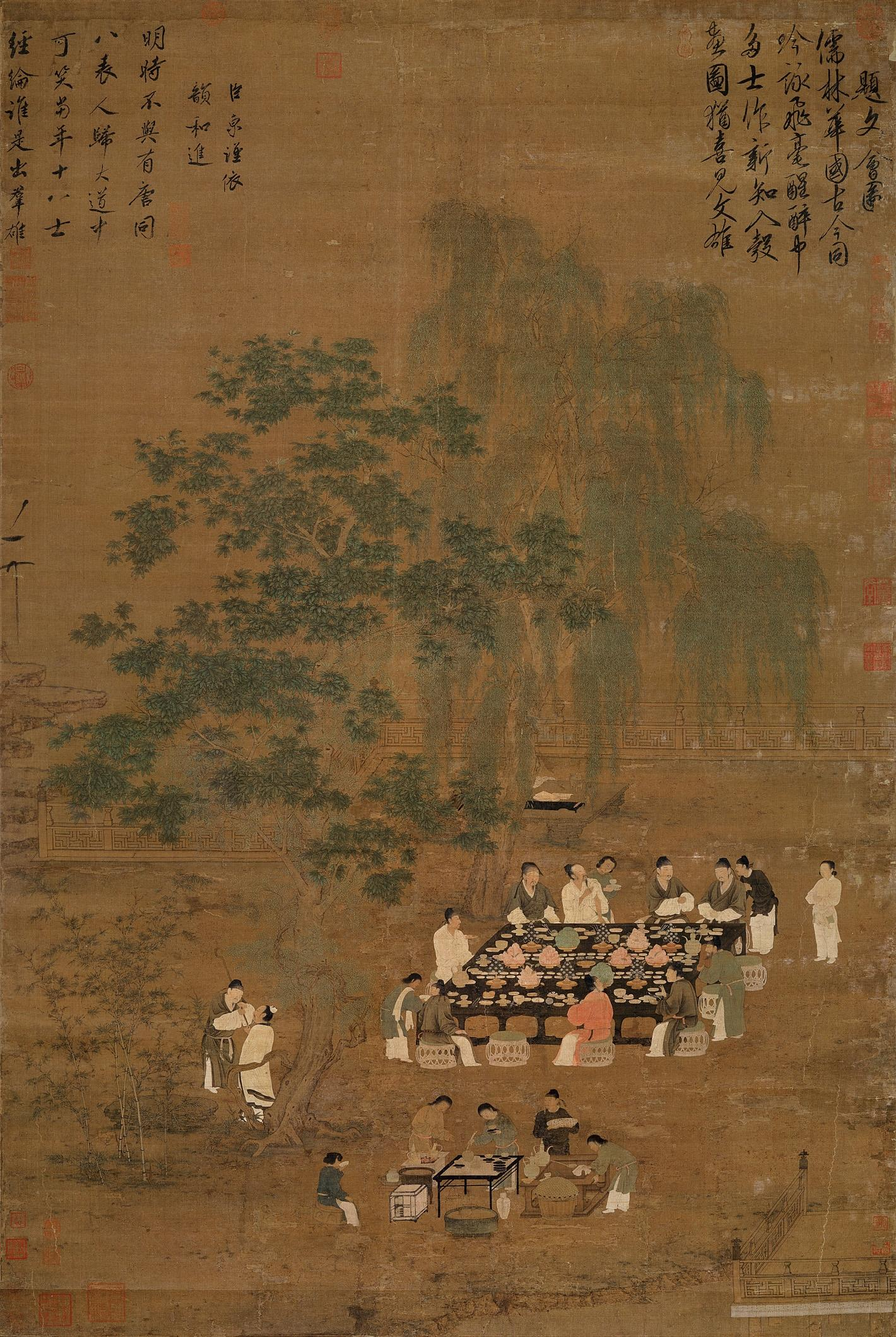
바깥에서 잔치를 즐기는 모습을 그린 송나라의 그림. 이 그림은 당나라의 원본 그림을 고쳐 만든 것이다.

고대의 중국 요리는 현재와는 상당히 달랐다. 당대에는 조림, 통구이, 갱(국), 생회 등의 조리법이 일상적이었다. 고대 중국 요리는 「제민요술」에 잘 나타나 있다.
오늘날 중국 요리의 대표적인 조리법인 볶음은 북송 시대에 등장했는데, 화력이 강한 코크스(고체 연료)가 민간의 일상 생활에 사용되기 시작하면서 부터였다. 이후 남송에서 원나라 시대에 걸쳐 볶음 조리법이 널리 보급되었고, 비슷한 시기에 목판인쇄법의 발전으로 여러 요리책이 다수 출판되었다. 원나라 시대에는 뚜렷한 발전은 목격되지 않았지만, 이때 몽골으로 대표되는 유목민 음식 문화가 중국에 확고히 정착하여 기존의 북중국 음식 문화와 혼합되었다.
명청 시대에 들어 타국과의 교역이 늘면서 세계 각지의 식재료와 조미료가 적극적으로 도입되었고 중국인들은 이것들을 곧장 받아들여 응용, 독창적인 요리를 만들어내면서 중국 요리를 또 한차례 발전시켰다. 이때 도입된 식재료에는 고추, 피망 등이 있다. 그리고 굴소스는 19세기 말에 개발되어 20세기가 되면서 보급된 것이며, 남중국 지역에서 널리 쓰이는 사테는 동남아 지역에서 들여온 것이다.
중국 요리는 문화대혁명 시기에 한 차례 위기를 맞았으나, 이를 거치고 살아남은 요리인들은 남아있던 조리법들을 가지고 오늘날까지도 중국 요리를 계속 발전시켜나가고 있다.

## 요리 계통
중국 요리에는 지역에 따라 요리 계통(중국어: 菜系)이 존재한다. 이미 고대부터 남과 북의 요리가 서로 다르다는 인식은 있었으나, 수나라의 문제와 양제가 건설에 착수한 황하와 양자강을 잇는 경항대운하가 610년에 개통된 것을 기점으로 남북 간의 교류가 활성화됨에 따라, 물류의 요지로서 회양 지역의 음식이 매우 발전했다.
당송 시대에 이르러서는 각 지역 별로 음식들이 고루 발전했는데, 특히 송대에는 도시들의 발전과 함께 인쇄술의 발달도 이루어져 지역 음식들이 체계적으로 구분되었다. 남송 대에 저술된「동경몽화록(東京夢華錄)」을 보면 '수도의 길거리 음식점에서 강남 음식, 변경 음식, 사천 음식 외에도 다른 지역들의 음식을 팔았다'는 말과 함께, 가게마다 조리법이나 식재료 등이 서로 상이했다는 기록이 보인다.

### 구분
오늘날의 중국 요리는 대략 8대 계통으로 나뉘어지는데, 이는 1980년 6월 20일에 발간된 인민일보의 《우리나라 팔대채계(我国的八大菜系)》 에 따라 구분된 것이다.
- 노요리(鲁菜 루차이[*]): 산둥 요리
- 소요리(苏菜 쑤차이[*]): 장쑤 요리
- 월요리(粤菜 웨차이[*]): 광둥 요리
- 천요리(川菜 촨차이[*]): 쓰촨 요리

- 민요리(闽菜 민차이[*]): 푸젠 요리
- 상요리(湘菜 샹차이[*]): 후난 요리
- 절요리(浙菜 저차이[*]): 저장 요리
- 휘요리(徽菜 후이차이[*]): 안후이 요리

### 중국 4대 요리

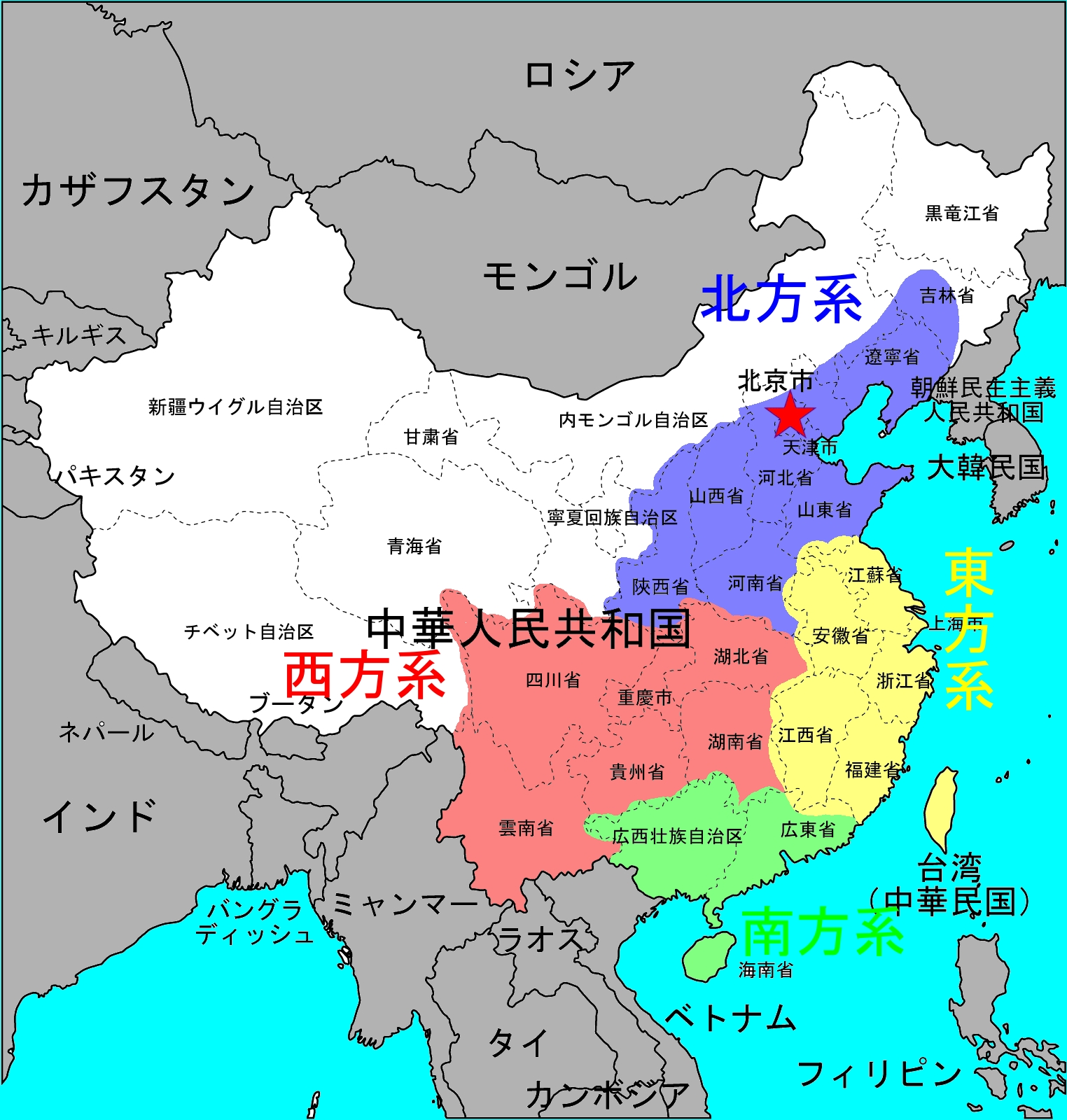
중국요리-4대 요리 구분지도
북방계(北方系)- 베이징 요리를 포함한 북중국 대부분의 요리 계통. 산둥 요리라고도 한다.
동방계(東方系)- 상하이 요리를 포함한 양자강 하류 지역의 요리 계통. 장쑤 요리라고도 한다.
남방계(南方系)- 광둥 요리를 포함한 남중국해 연안 지역의 요리 계통.
서방계(西方系)- 쓰촨 요리를 포함한 쓰촨 분지~양자강 중상류 지역의 요리 계통.

중국에서는 8대 요리 계통이 지역별 요리 구분법으로서 널리 사용되고 있으나, 한국과 일본에서는 베이징, 상하이, 쓰촨, 광둥의 4지역으로 구분하여 '중국 4대 요리'라고 알려져 있다. 이는 중국 국토를 대략 동, 서, 남, 북으로 나누고 각지의 기후 풍토 및 지역 경제권에 따라서 그 지역의 대표적인 요리들을 선정한 것이다.

#### 베이징 요리
不到長城非好漢, 不吃烤鴨眞遺憾。
북경에 와서 만리장성을 보지 않으면 남자가 아니고, 베이징 카오야를 먹지 않으면 평생의 여한으로 남는다.

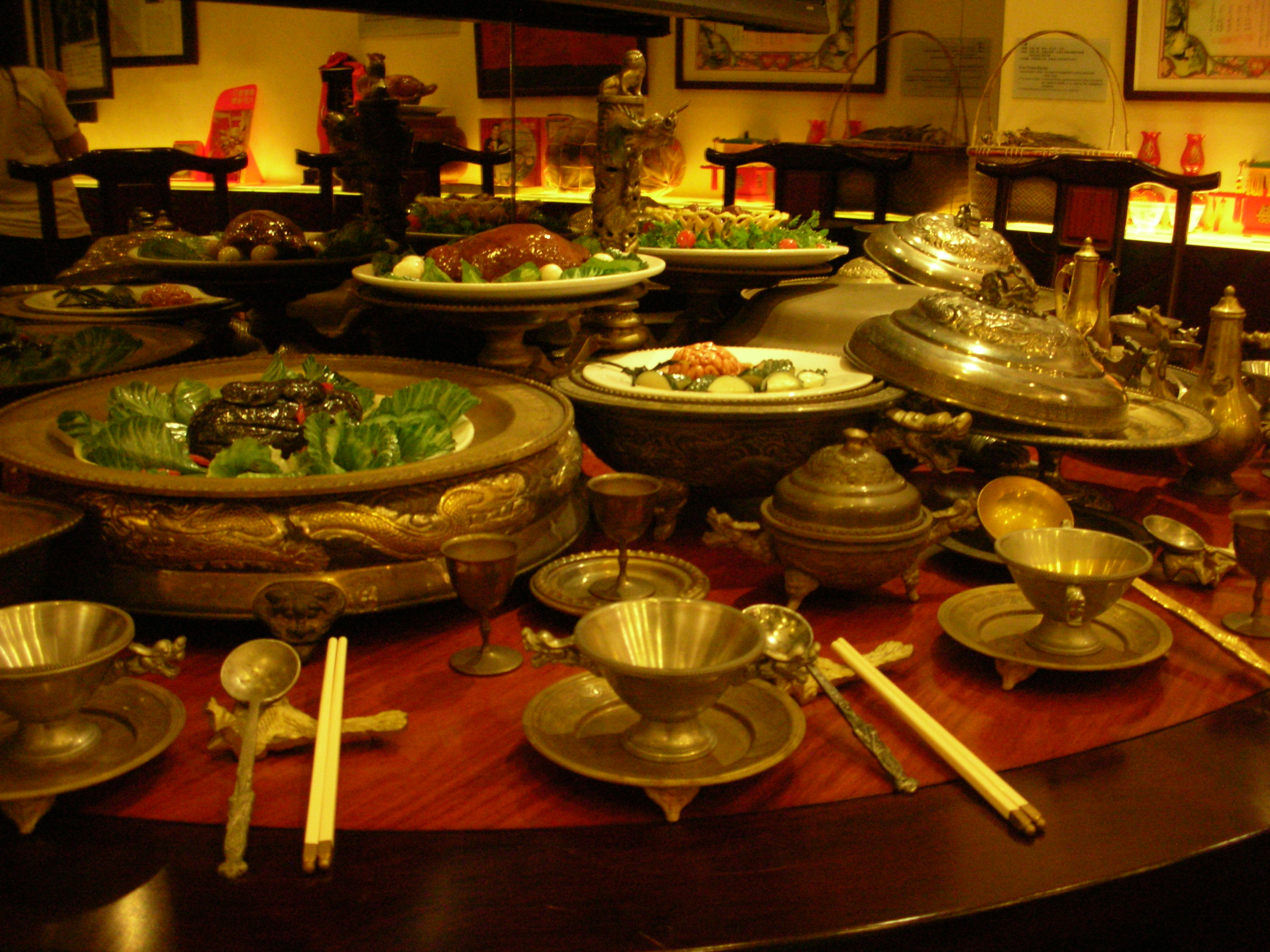
만한전석(滿漢全席)

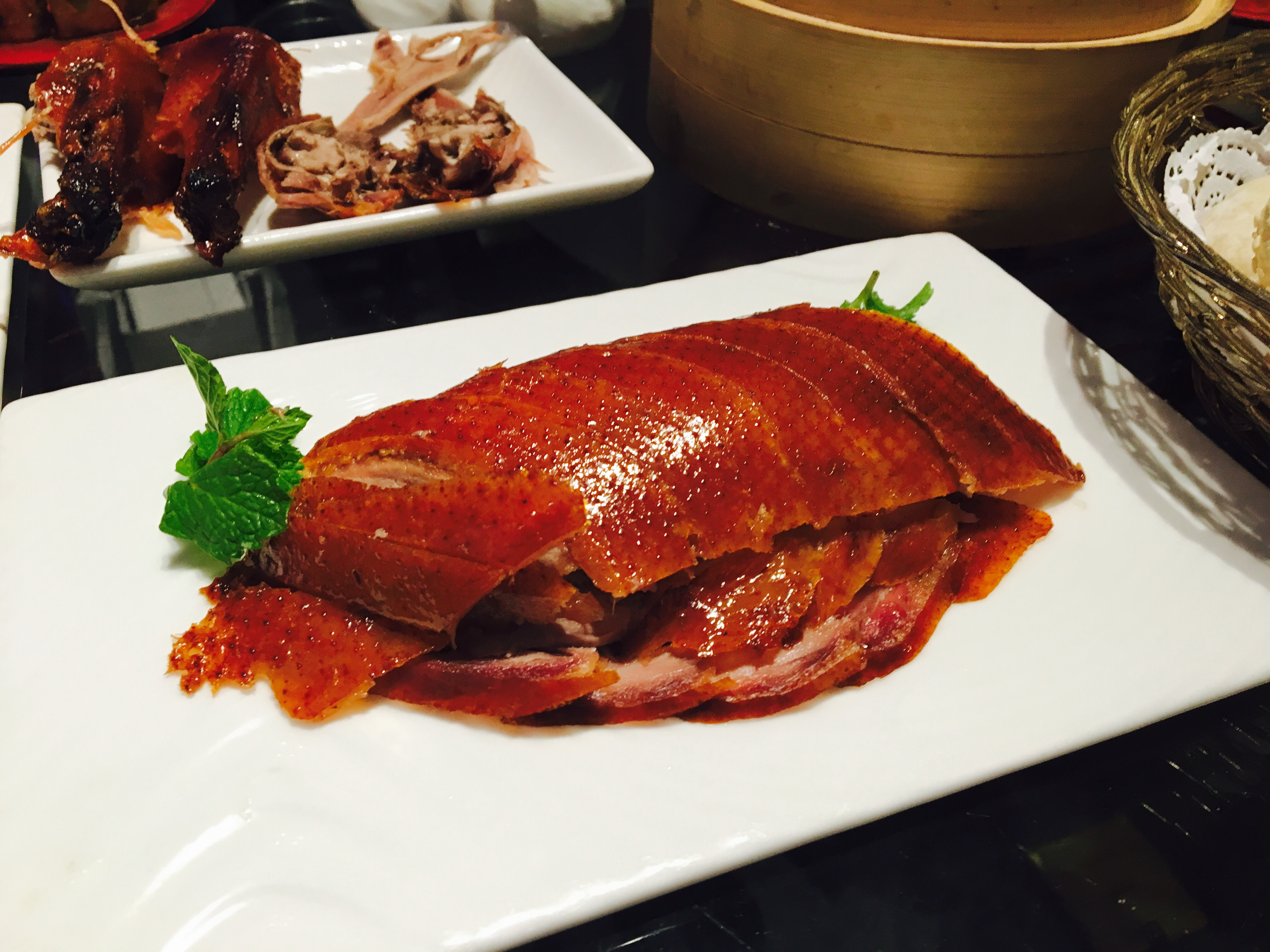
베이징 카오야

베이징은 대략 800년에 걸쳐 원나라, 명나라, 청나라 3대 왕조의 수도를 겸했으며, 몇 세기 동안 중국의 정치·경제·문화 중심지로서 번영을 누렸다. 특히 왕조의 수도라는 특수성 덕분에 각지에서 진상하는 특산품이나 희귀한 식재료 등이 넘쳐 나기도 했고 한편으로는 타민족의 영역과 매우 인접해 있어 만주·몽골 요리 등의 영향을 많이 받기도 했다. 이와 같은 배경 덕분에, 베이징은 근현대 중국의 요리 문화를 선도하는 가장 유명한 도시로서 확고하게 자리매김했다.
베이징 요리 중에는 호화로운 궁중 음식이나 고급 요리 등이 많은데 이는 상술했듯이 베이징이 오랫동안 수도 역할을 했기 때문이다. 주재료는 화북 평야에서 생산되는 농산물이지만 다른 지역에서 들여오는 식재료들도 자주 사용된다. 도시가 고위도에 위치해있기 때문에 쌀이나 생선보다는 비교적 고열량인 밀(만두·국수·면·전병), 육류(돼지고기·양고기·닭고기) 등의 재료들을 사용한 음식이 많다. 조리법은 기름을 많이 사용하고, 화력이 강한 연료로 단기간에 재빠르게 조리 해내는 볶음, 튀김 등이 대부분이다. 소금, 간장 등의 조미료를 이용한 간단한 양념이 널리 쓰인다. 그리고 향신채의 향을 살려 조리하는 것이 특징이라면 특징이다. 맛은 대체로 진하고 기름진 편이다.
베이징 요리는 궁중요리·관부(官府)요리·서민요리·소수민족요리·사찰요리 등으로 나누어진다. 궁중요리는 재료를 세밀하게 가공하고 기이한 요리가 많다는 것이 특징이다. 황족과 부호·문무백관 등의 개인요리사들에 의해 만들어진 관부요리에서는 식사 예절을 중시하는 중국 음식 문화의 특징이 잘 드러난다. 소수민족의 요리 중에서는 만주 요리와 이슬람 색채를 띤 청진요리가 가장 큰 축을 이룬다. 채식요리도 베이징 요리의 중요한 요소 중 하나이다. 채소와 곡물만 사용하지만, 조리법이 섬세하고 정교해 신선한 맛을 잘 살렸다는 평을 받는다.
유명한 요리로는 만한전석(滿漢全席)과 베이징 카오야(北京烤鴨)가 있다.

#### 상하이 요리

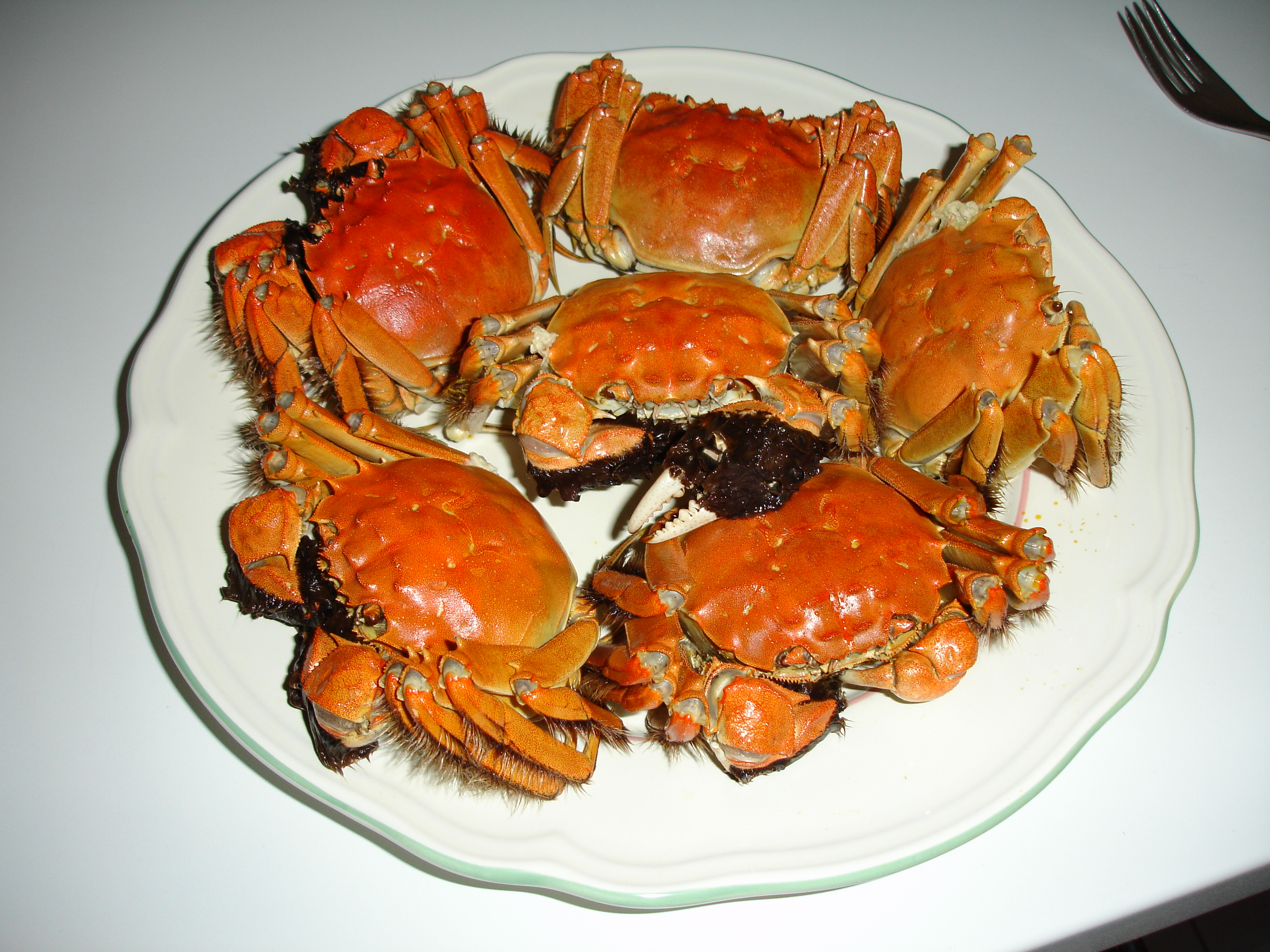
상하이 참게찜

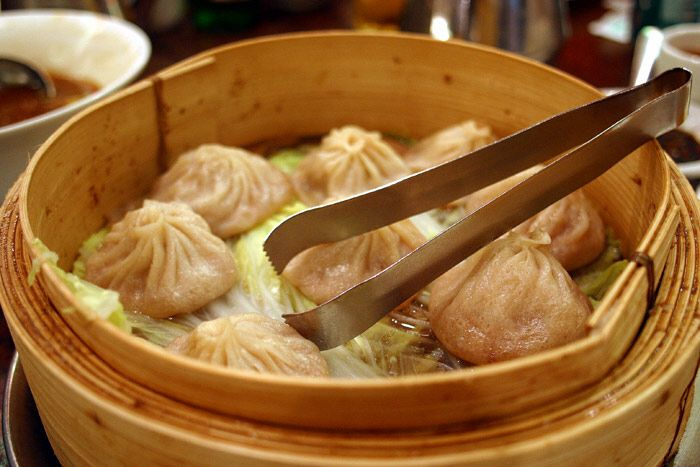
샤오룽바오

상하이가 위치한 장쑤성과 저장성 지역, 즉 양자강 하류 지역은 기후가 온난하여 농산물의 생산량이 높으며, 강과 바다와 인접해있어 어개류 및 해산물이 풍부했을 뿐만 아니라, 육질이 좋은 닭고기와 오리·채소 등도 많이 생산되었다. 이러한 배경 덕분에 상하이 지역은 흔히 「어미지향(魚米之鄉)」ㅡ '물고기와 쌀이 생산되는 살기 좋은 곳'이라고 불렸다.
상하이 요리의 원류는 본래 장쑤 요리와 저장 요리지만 해운의 요충지이자 경제적 중심지인 상하이로 타지 사람들이 이주하는 과정에서 이곳에 유입된 요리 문화들이 혼합되어 탄생하였으며, 19세기부터 서양 열강들의 조차지로 지정되고 나서는 러시아·프랑스 등 서양 요리 역시 받아들여 그 조리법과 식재료, 요리 가짓수 등이 보다 풍성하고 다양해졌다. 오늘날에 들어서는 고급 음식점이나 젊은 층을 중심으로 유럽식 음식 문화 지향이 특히 강하게 나타나는데, 이를 「신중화요리(nouvelle chinois)」라고도 한다.

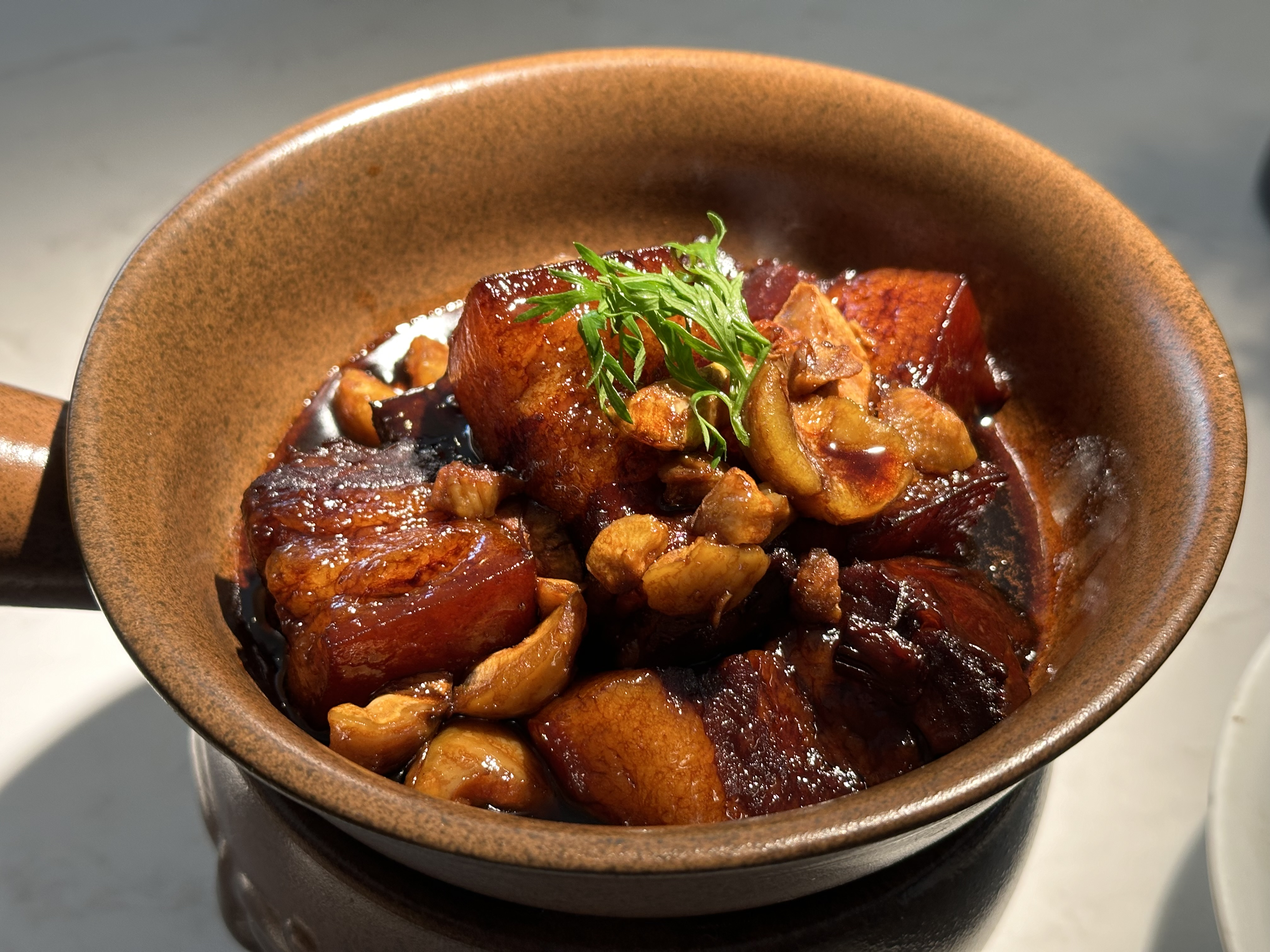
동파육

상하이 요리는 같은 재료라도 부위별로 볶음·튀김·찜·조림 등 다양한 조리법을 적용하여 맛의 변화를 주기도 한다. 술, 술지게미, 간장, 흑초 등의 양조품과 설탕, 맥아당 등의 당류를 많이 사용하기 때문에 요리의 맛은 달콤하고 농후하며, 음식의 색은 다른 중국 요리들에 비해서는 비교적 화려하고 강렬하다.
유명한 요리로는 상하이 참게찜과 샤오룽바오, 동파육 등이 있다.

#### 광둥 요리
食在廣州, 穿在蘇州, 玩在杭州, 死在柳州。
광저우에서 먹고, 쑤저우에서 입고, 항저우시에서 놀고, 류저우시에서 죽는 것이 으뜸이다.

"광둥 사람들은 나는 것은 비행기 빼고, 헤엄치는 것은 배와 잠수함 빼고, 네 발 달린 것은 책상과 의자 빼고, 두 발 달린 것은 인간을 빼고 다 먹는다."— 중국 민간 속담

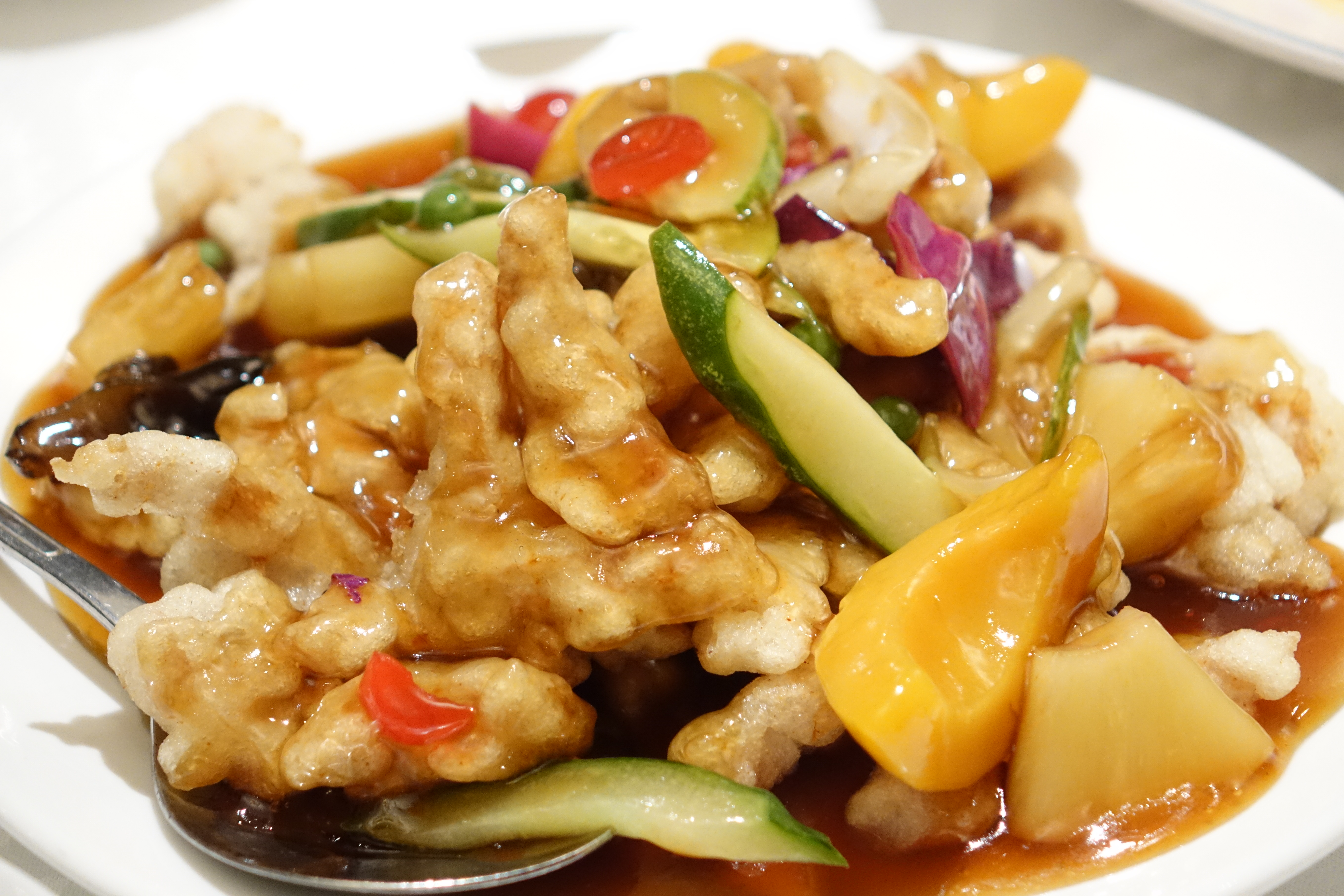
탕수육

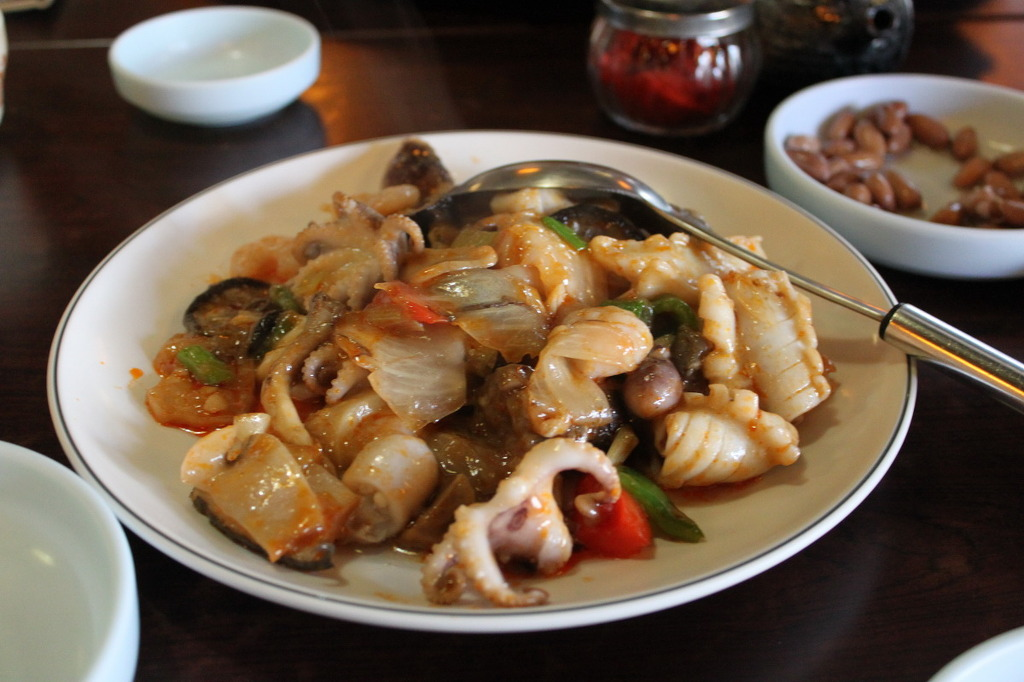
팔보채

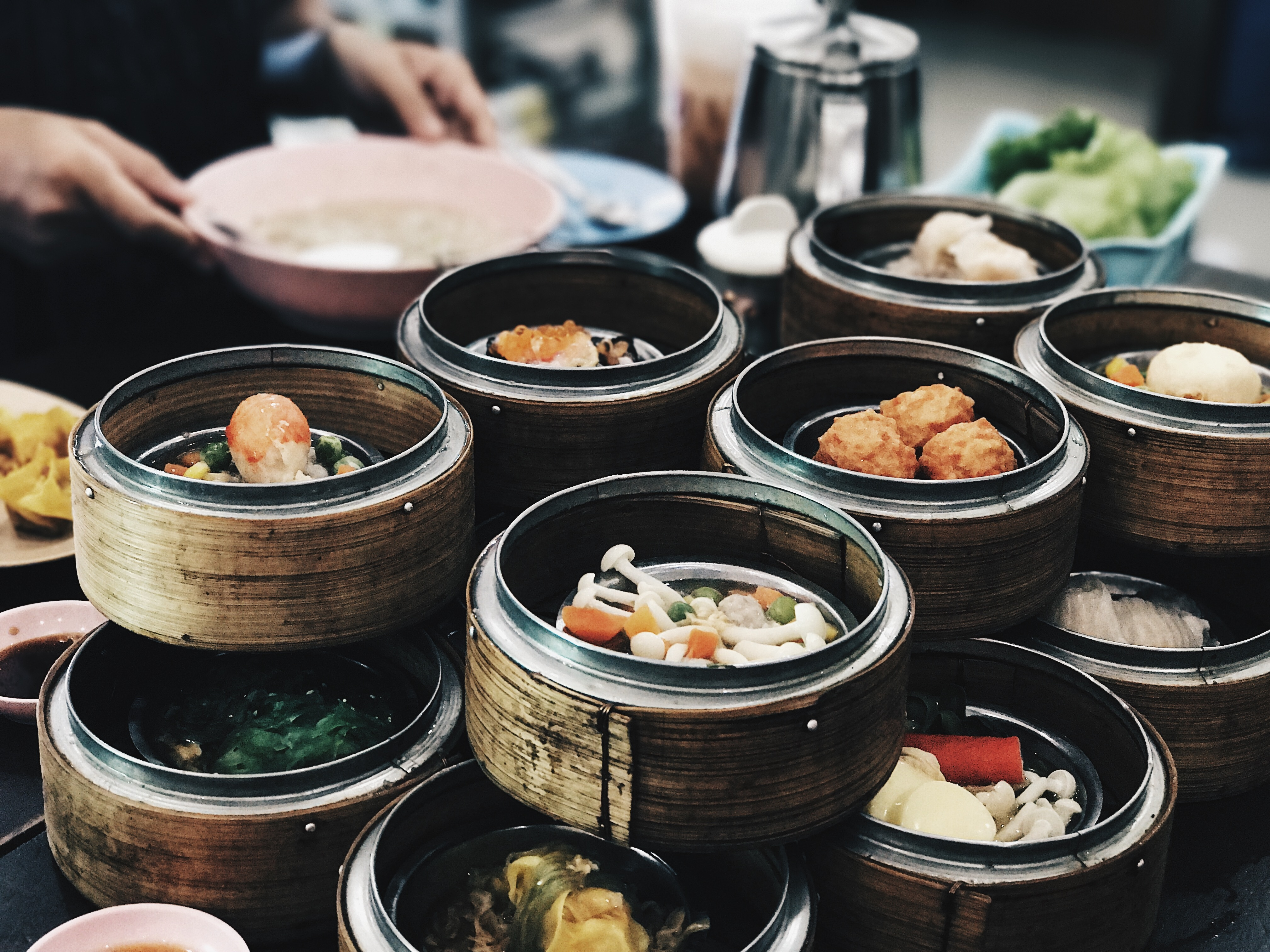
딤섬

예로부터 "먹는 것은 광둥에서"라는 속담이 있을 정도로, 광둥은 중국 내에서도 특히나 요리가 발달한 곳으로 유명하다. 광둥 문화권의 대표적인 도시인 광저우는 16세기부터 외국과의 교류가 빈번하여 스페인과 포르투갈의 선교사와 상인들이 많이 왕래하였고, 근대에 들어서는 영국의 통치 하에 있었던 홍콩, 포르투갈의 통치 하에 있었던 마카오와 영향을 주고받았기 때문에, 이 지역의 요리는 전통 요리와 국제적인 요리의 특성이 조화를 이뤄 독특하게 발달한 것이 특징이다. 그리고, 외국과의 교류가 잦았다는 것은 반대로 말하자면 광둥 요리가 외국으로 뻗어나갈 수 있었다는 것을 의미한다. 실제로 광둥 요리는 오늘날 중국의 요리 계통 중에서는 가장 세계적으로 널리 퍼져 있는데, 청 말기에 미국이나 하와이, 동남아시아, 일본 등지로 이주한 화교들이 대부분 광동 출신이었기 때문이다.
기후가 온화한 남중국 일대에 위치한 만큼 자체적으로 생산하는 농산물·해산물의 양이 상당하며, 타지에서 수입한 특이하거나 희귀한 식재료도 많았으므로, 광둥 요리에는 특히 고급 음식이 많다. 광둥 지역이 근현대 이후로 시작된 경제 개발 정책으로 특히 부유해졌고, 오늘날의 중국이 경제 성장을 거듭함에 따라 광둥 요리는 이러한 추세와 맞물리면서 많은 중국인들에게 선망의 대상이 되었다. 그렇기에 최근에는 중국 내의 각 도시에서 광동 요리 음식점이 급격하게 늘고 있는 추세이다. 한편 외적으로는 서유럽 음식의 영향을 받아 소고기, 토마토와 브로콜리 등의 서양 채소, 그리고 케첩 등 서양 식재료와 조미료를 받아들인 요리도 있다. 디저트 쪽에서도 홍차와 같이 서양의 영향을 받은 요리들이 어느 정도 존재한다.
전통적으로는 차오저우 요리의 영향을 받아 샥스핀과 제비집, 관자, 굴, 넙치 등 감칠맛이 풍부한 식재료를 사용하며, 대체로 음식의 간이 싱겁지만 재료 본연의 맛을 살리는 조리법이 특징이다. 기본적으로는 설탕, 소금, 후추, 간장, 쌀로 만든 양조술(米酒), 육수, 수프 등을 조미료로서 사용하고, 생강과 파 등의 향신채로 풍미를 더하며, 동물 기름이나 녹말가루로 농도를 조절하는 편이다. 그 밖에도 식재료에 따라 굴소스, XO장, 물고기 액젓, 새우장, 식초, 마늘, 부유, 팔각, 두시(豆豉, 콩으로 만든 발표식품의 일종) 등을 추가로 사용하기도 한다. 요리의 맛은 대체로 담백하고 다채로운 편이라고 평가 받는다.
조리법 중에는 기름에 지지거나(煎), 튀기거나 (炸), 볶은 후에 소량의 물과 전분을 넣어 걸쭉하게 끓이거나(燴), 푹 고는(燉) 방식이 주로 사용되므로, 광둥 요리의 식감은 상쾌함, 싱거움, 바삭함, 신선함이 주가 된다. 약간의 기름으로 강한 화력에서 재빨리 조리하여 신선, 담백함을 추구한다. 또한 상대적으로 향신료의 비중이 적은데, 이는 같은 4대 요리 중 하나인 쓰촨 요리와 비교하면 그 차이가 확연한 편이다.
유명한 요리로는 탕수육, 팔보채, 딤섬 등이 있다.

#### 쓰촨 요리
江西人不怕辣, 湖南人辣不怕, 四川人怕不辣
장시 사람들은 매운 것을 두려워하지 않고, 후난 사람들은 매워도 겁내지 않지만, 쓰촨 사람들은 맵지 않을까봐 두려워한다.— 쓰촨인들의 매운 요리 사랑을 잘 보여주는 속담

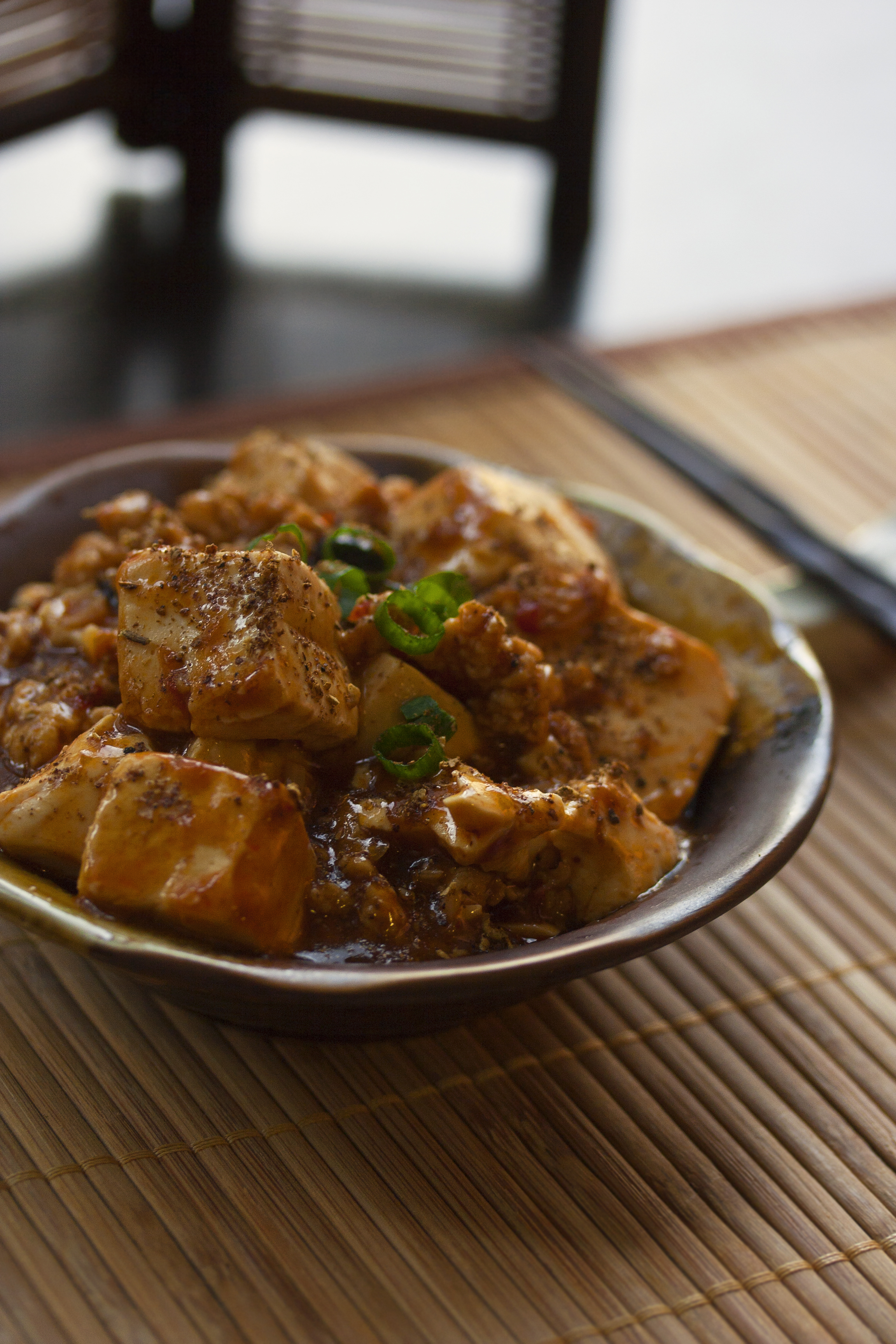
마파두부

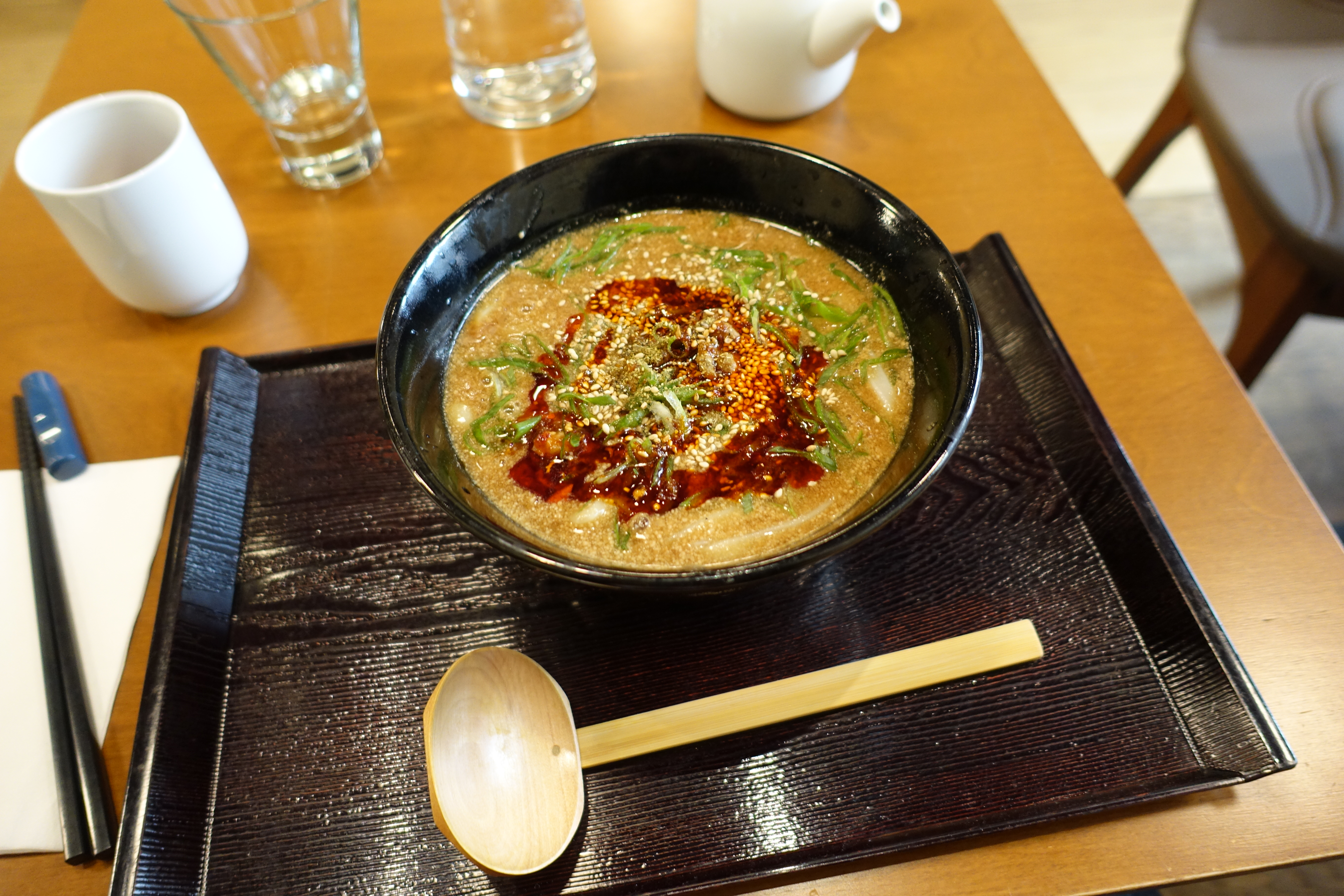
탄탄면

쓰촨 지역은 예로부터 천하의 곡창 지대로서, 토질이 매우 비옥하고 수리시설 역시 잘 갖춰져있어 곡물·기름 ·과일 ·야채 ·죽순 ·가금류 ·가축이 많이 생산되며 그 품질 또한 우수하다. 따라서 식재료는 주로 채소류나 곡물·육류를 사용한다. 다만 바다와 인접해있지는 않기 때문에 해산물 요리가 많지 않다.
쓰촨 요리는 다양한 맛(味多), 넓은 범위의 맛(味廣), 두터운 맛(味厚), 농염한 맛(味濃)을 모토로서 내세우고 있고, 또한 톡 쏘는 매운 맛인 '마라(麻辣)'를 대표적인 맛으로 한다. 이것은 쓰촨 요리에서 고추, 화자오, 후추, 마늘, 산초, 초피, 생강 등의 강렬한 향신료가 널리 사용되기 때문이다. 쓰촨 요리는 중국의 타 지방 요리들에 비하면 향신료를 다소 많이 사용하는 편인데, 가장 유력한 가설은 쓰촨 일대가 분지 지형으로서 다습하고 더우며, 온도 변화가 극심하므로, 음식의 부패를 막고 땀을 배출하여 건강을 유지하려는 목적으로서 음식을 맵게 했다는 것이다. 이외의 조미료로는 콩 발효 가공 식품인 두반장이나, 다섯 가지 맛이 난다는 괴미소스(怪味) 등이 있다. 마라 맛을 내는 마라장은 이 지역에서 가장 대표적인 조미료이자 장이며, 그 외에 쓰촨 특산품인 보령초 및 비현두반장도 자주 사용된다.
쓰촨 요리는 음식마다 독특한 조리법과 맛을 갖고 있다는 뜻에서 ‘일채일격 백채백미(一菜一格 百菜百味)’라 불리기도 한다. 또한 적게 끓이고 적게 볶는 ‘소전소초(小煎小炒)’의 요리로 알려져 있고, 식품의 저장법이 잘 연구되어 있어 소금 절임이나 말린 음식 등의 보존 식품이 발달했다.

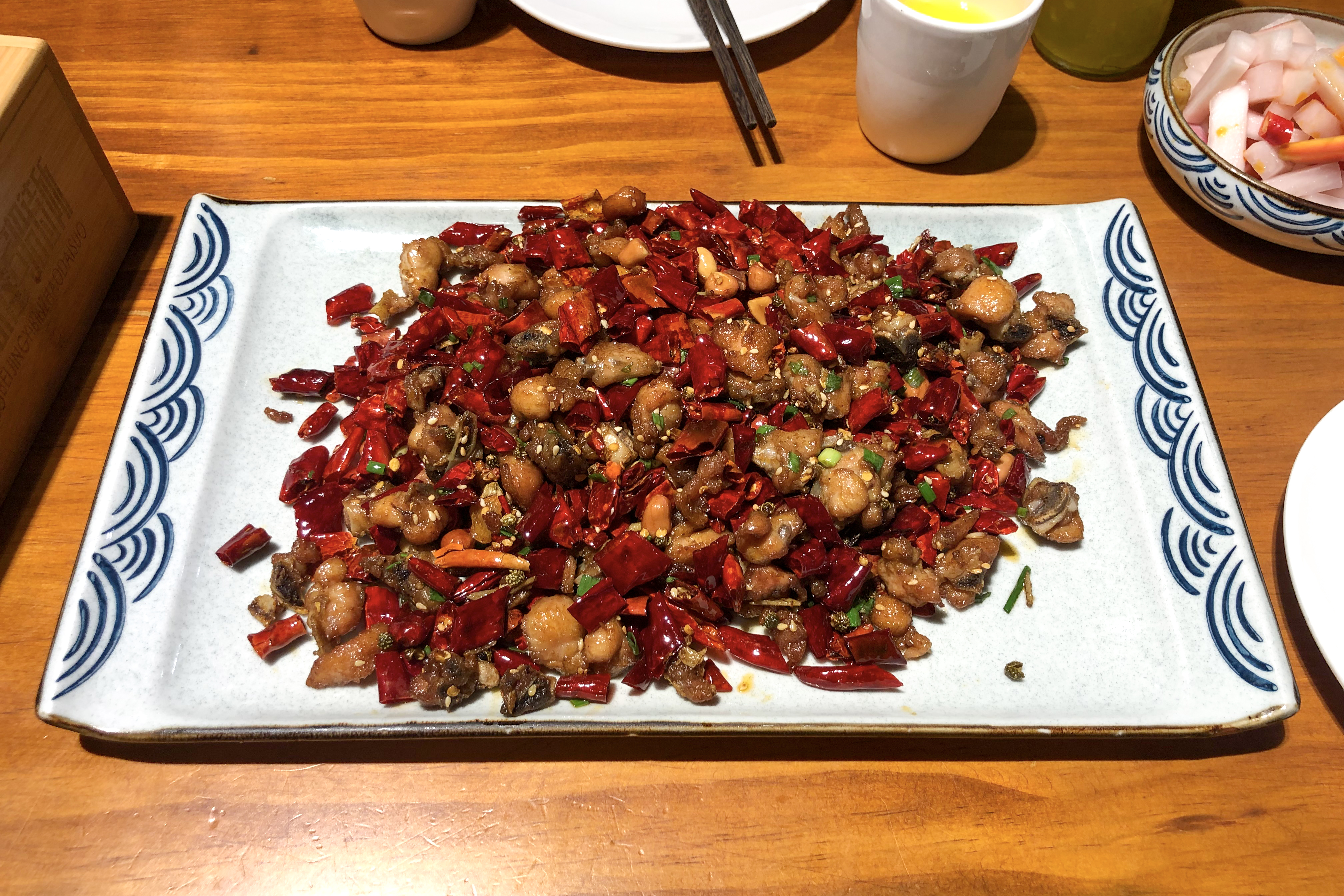
라조기

앞서 설명했던 광둥 요리가 중국의 고급 요리를 대표한다면, 반대로 쓰촨 요리는  중국의 대중 요리를 대표한다. 이러한 이유는 쓰촨 요리가 그 특성상 비교적 값싸고 양이 많으므로 서민적인 외식이나 밥반찬에 어울리는 요리들이 많았기 때문이다. 특히 최근에 한국에서 인기 열풍인 마라탕·마라샹궈는, 원래 중국 현지에선 그냥 갖은 야채와 고기 등의 식재료를 넣고 마라소스로 간단하게 조리하여 먹는, 가정에서 일상적으로 만들어 먹는 가정식이다.
유명한 요리로는 마파두부, 탄탄면, 라조기 등이 있다.

## 조리 방법
식재를 다듬을 때는 다음과 같은 방법을 사용한다.

### 자르는 방법
- 鬆 (송)		다진다.
- 片 (폔) 	얇게 썬다.
- 絲 (쓰)		가늘게 자른다.
- 条 (탸오)	실보다 길게 하여 봉 모양으로 찌른다.
- 丁 (딩)		각지게 자른다.
- 塊 (콰이)	덩어리 지게 자른다.

### 조리하기
중화 요리는 다음과 같은 방법으로 조리를 한다.
- 炒 (차오)

기름의 양을 적게 해서 볶는다. 더 적게 해도 중화요리의 기준이지만, 한국인의 느낌으로 볼 때는 여전히 많다. 빨리 불을 통과하면서 조리하는 방법으로 대표적인 중화요리의 조리법이다.
- 溜 (류)

원료를 익힌 후 걸쭉한 전분으로 즙을 만들어 원료 위에 부어서 만든 다음 졸여서 즙이 비교적 많게 만들어 진한 맛을 나게 한다. 예) 류산슬
- 炸 (자)

튀김 조리법. 불을 균일하게 하여 고르게 튀기다가 재료가 크기와 모양을 갖추면 불을 줄이는 것
- 烹 (펑) 기름에 튀긴 재료를 살짝 끓인다.
- 爆 (바오) 차오(炒) 보다 더 센 불에 단숨에 볶는 방법
- 燴 (후이) 조리방법의 하나로, 졸여서 걸쭉한 국물을 만들어 완성한다.
- 氽 (툰)	기름으로 튀긴다.
- 燒 (사오) (식재료를) 찌거나 튀기거나 살짝 볶은 후에, 국물과 양념을 넣고 다시 볶거나 졸이다. 혹은 먼저 끓인 다음 다시 기름에 튀기는 방법
- 煮 (주)	끓인다.
- 燜 (먼)	기름에 튀기거나 재료를 끓인다.
- 炖 (둔)	(불로) 끓여서 졸인다.
- 扒 (바)	조리법의 하나로 약한 불로 장시간 끓인다.
- 煎 (젠)	양면을 잘 굽는 조리법
- 蒸 (정)	찌고 증기를 통과 시키는 조리법
- 烤 (카오)	직화로 구운 토스트 조리법 (예, 베이징 카오야)
- 煨 (웨이)	조미료를 첨가, 장시간 약한 불로 끓인다.
- 涮 (솬)	얇게 썬 재료를 가볍게 끓인다. 샤부샤부한다.
- 卤 (루) 각종 조미료, 향료를 넣어 숙성한다.
- 拌 (반)	혼합하여 버무린다.
- 腌 (옌) 소금에 절인다. (넓게는) 된장, 간장 등을 바른다.
- 熏 (쉰)
- 醤 (장) 간장에 끓인다.
- 掛霜 (과솽)

## 떡

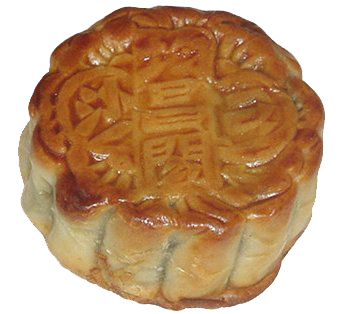
월병月餠

중국의 떡은 한대에 들어온 새로운 식재료인 밀의 광범위한 보급과 다양한 지역별·민족별 식문화의 차이 등으로 인해 한국이나 일본의 떡과는 상당히 다른 모습을 띄고 있다. 현대의 중국에서는 쌀가루나 밀가루 외에도 다양한 곡물 가루를 이용하여 떡을 만들고 이를 병(餅)이나 고(糕)로 지칭하는데, 병(餅)은 기름에 굽거나 지진 전병류를 가리키고, 고(糕)는 곡물가루로 만들어 찐 떡류를 가리킨다.
- 연고年糕 찹쌀가루에 물과 꿀을 섞어 둥글게 빚어서, 대추나 밤 등에 버무려, 대나무 잎으로 싸서 찌는 방식이 보편적이다.
- 점고粘糕 새해맞이 설떡, 북부 지방에서는 기장으로 만들고, 남부 지방에서는 쌀로 만드는 차이점이 있으며, 북부 지방 보다는 남부 지방에서 더 보편화된 떡이다.
- 월병月餠 '추석날 온 가족이 모여 달 구경을 하면서 명절을 즐긴다'는 의미,밀가루에 라드, 설탕, 물엿, 달걀 등을 섞어 뜨거운 물로 반죽해서 껍질을 만들고, 안에 팥소 또는 말린 과일을 넣은 다음 무늬가 있는 둥근나무틀에 끼워서 모양을 만든다. 마지막으로 표면에 광택을 내는 액(난황, 설탕, 캐러멜 등)을 바르고 굽는다.
- 탕원湯元 찹쌀가루 안에 설탕이나 깨, 고기 소 등을 집어넣어 동그란 모양으로 빚은 음식이다.일반적으로는 흔히 흑임자를 넣지만, 흑설탕, 대추, 단팥 등도 즐겨 사용된다.
- 춘병春餠 밀가루 반죽으로 얇은 전병을 만들어, 미리 준비된 야채와 육류를 넣어 만든 소를 넣고 돌돌 말아서 기름에 튀기거나 지진 음식이다. 지금은 '춘권春卷'이라는 다른 이름으로 널리 불린다.
- 송고松糕 찹쌀가루, 쌀가루, 붉은 팥, 설탕, 돼지기름이 기본으로 들어가고, 그 외에 호두, 잣, 대추, 귤, 계화, 장미, 박하 등 갖가지 견과류와 과일류가 추가된 송고는 화려한 모양 때문인지, 중양고처럼 예물로서 사용된다.
- 방고方糕 오吳지역의 특산 떡으로 보통 10cm의 정사각형 모양에 2cm의 두께를 가지고 있는 하얀색을 띤 우리나라의 백설기와 같은 모양을 하고 있지만, 백설기와는 달리 소가 들어가며, 소는 일반적으로 팥소가 주로 사용된다.[6][7]

## 음료
전통 중국 문화에서, 차가운 음료는 뜨거운 음식을 잘 소화시킬 수 없다는 믿음이 전해 내려오고 있다. 그러므로 차가운 물이나 청량 음료와 같은 액체는 전통적으로 식사 시간에는 취급하지 않는다. 죽이 나오면, 뜨거운 차나 뜨거운 물 등의 음료가 식탁에 오른다. 차는 기름진 음식의 소화를 돕는다는 믿음이 있다.
이러한 전통에도 불구하고 오늘날 맥주와 청량 음료를 중화 음식과 함께 널리 받아들이고 있다. 중국 지방의 조그마한 식당의 많은 수가 찬 맥주에 핫 팟을 둔 렁단베이(冷淡杯)라는 음료를 취급하며 이는 전통과는 거리가 멀다.

### 차

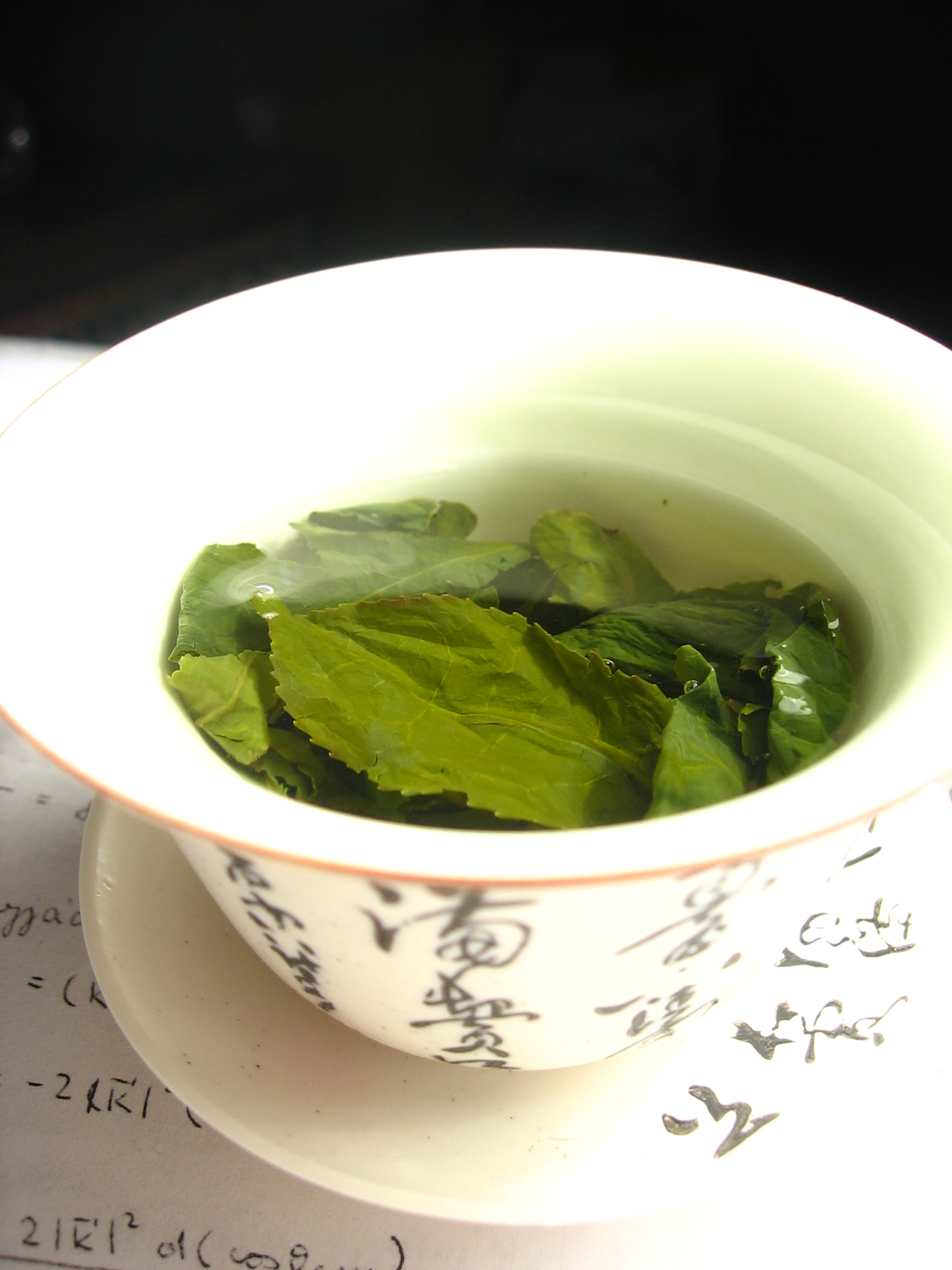
우롱차

중국에서 차는 아주 널리 사랑 받고 있다. 북방 지역에서는 화차, 상해와 절강성 등 중부 지방에서는 녹차, 남부 지방에서는 우롱차를 즐겨 마신다. 이외에도 중국 내 생산량의 1/4을 차지하는 홍차와 백차, 황차, 흑차 등도 있다. 손님이 오면 주인은 거듭 석 잔을 권하는데, 처음 두 잔은 자유롭게 마셔도 되지만 마지막 잔은 한 번에 마시는 것이 예절이다. 중국이 차를 마시게 된 계기는 수질 문제 때문이다. 중국의 물에는 석회질이 많이 섞여있어서 물에서 흙내가 많이 나서 이 냄새를 가리기 위해 물에 찻잎을 넣고 끓여 마시는 차의 문화가 발달하게 되었다.

### 술
황주는 3~4천 년의 역사가 있는 술로 곡식으로 제조하는 발효주이며 종류가 다양한데 홍여주가 유명하다. 백주는 천 년의 역사가 있는 곡주로 40도 이상의 증류주로 무색투명하며 특이한 향이 난다. 우량이에, 마오타이가 유명하다. 포도주도 2천 년의 역사가 있으며 장백산 포도주, 통화 포도주 등이 있다. 중국의 맥주 생산량은 세계 3위를 차지한 적도 있는데, 청도맥주, 오성맥주가 유명하다. 보통 식사가 나오기 전에 건배를 하며, 술잔을 돌리지 않는다. 상대방의 술잔이 비면 즉시 따라 주는데, 비우지 않았는데도 첨잔하며 계속 권한다. 술잔은 술을 마신 후 밑을 보이는 경우가 많으며 주인이 손님에게 권한다.

## 코스요리 식사순서
보통 만찬을 위한 식당에 가면 요리가 나오는 순서가 있는데, 보통 차가운 요리를 먼저 내온 후 더운 요리를 내온다. 더운 요리도 흔히 먹는 볶음요리(热炒)가 먼저 나오고, 가장 중요한 주요리는 그 다음에 나온다. 주요리는 해삼, 전복, 샥스핀, 제비집 등으로 만든 고급 요리 또는 오리나 돼지를 재료로 만든 요리가 나오는 것이 보통이다. 요리 중간 중간에 뎬신(딤섬)이 나오는데 보통 식욕을 돋우기 위하여 짠맛의 뎬신이 올라오고, 단맛의 뎬신은 디저트로 먹는다. 주요리가 끝나면 밥이나 면으로 식사를 하는데, 요리가 충분하면 건너뛰고 탕을 마신다. 그 다음 단맛이 나는 디저트와 과일을 먹는다.
주문을 할 때에는 이 순서를 고려해서 냉채, 볶음요리, 주요리, 디예신을 각각 선택을 하되, 보통 사람 수 만큼의 주요리를 시키면 적당하다.

## 식사 예절
초대를 받았을 때 정해진 자리에 앉아야 한다. 원형 테이블이 놓인 자리에서는 안쪽의 중앙이 주인석이다. 일반적으로 식단은 전채 2~4종, 탕 6~8종, 디저트 2종 등 짝수로 나오는데, 커다란 접시에 담긴 요리를 각자의 접시에 먹을 만큼 덜어내어 먹는다. 보통 손님이 먼저 덜고 주인이 나중에 덜어 낸다.
요리는 한 접시에 한 가지만 먹고 여러 요리를 한꺼번에 가져다 먹지 않는다. 음식의 맛이 섞이지 않도록 접시를 바꾸어 먹는데, 접시를 들고 먹거나 국수를 소리 내어 먹거나 죽 종류는 그릇을 입에 대고 먹지는 않는다. 생선을 먹을 때에는 뒤집어서 먹지 않는데, 이는 배반을 의미하기 때문이다. 새로운 요리가 나올 때 주인이 권하면 주빈부터 사양하지 말고 먹도록 한다. 찰기가 없는 중국쌀의 특성으로 인해 국그릇과 접시는 식탁에 올려둔 채로 먹고 밥그릇은 들고 먹어야 한다. 밥그릇을 들고 먹는 이유는 중국에서는 고개를 숙이고 먹는 모습을 마치 동물이 먹는 모습과 비슷하다고 생각하기 때문이다. 또한 그릇에 입을 대는 것은 금물이다.
대화도 중요하지만 대화 때문에 음식을 식어버리게 하거나, 자기 앞에 고정 시키면 안된다. 중국에서는 음식을 조금 남기는 것이 예의이다. 음식을 남김없이 모두 다 먹으면 준비한 음식이 부족했다는 의미로 해석되므로 주인이 미안함을 느낄 수 있기 때문이다. 단 개인의 앞 접시에 담은 음식은 모두 먹는 것이 예의이다. 디저트는 주로 단 음식이 나오기 때문에 조금씩 덜어서 먹도록 한다.

## 같이 보기
- 아시아 요리
- 한국식 중국 요리

### 설명
1. ↑  요리의 원본을 중시하는 사람들에게는 중국이나 대만 등 본토 요리를 보기 어렵다는 아쉬움을 주곤 하지만, 그 대신 전 세계에 퍼졌는데도 음식의 맛은 중간 이상은 가며 음식 종류의 스펙트럼이 다양하다는 엄청난 대중성을 얻었다. 심지어는 한국의 짜장면이나 일본의 라멘처럼 해당 지역의 식문화와 도저히 분리가 불가능한 사례까지 탄생했다.
2. ↑  이는 하술할 뜨겁게 먹는 식습관과도 연관이 있다.
3. ↑  전통 요리에서는 찬국수, 분피, 행인두부 정도만이 차가운 요리에 해당된다.
4. ↑  대파, 생강, 마늘, 산초의 향이 베인 기름을 사용하는 것은 딱히 베이징에만 국한되지는 않는다. 향신채 기름은 볶음이나 조림 등 많은 중국 요리에서 사용된다.
5. ↑  채식요리에는 사찰 채식요리와 도교사원의 채식요리, 궁정의 채식요리, 민간의 채식요리가 모두 포함된다.
6. ↑  제비집, 샥스핀, 곰 발바닥 등의 온갖 희귀한 재료들을 사용하며, 청나라 시대의 황실 요리이다.
7. ↑  동중국해·황해에서 어획되는 해산물, 양자강·태호 등에서 나는 담수산 식재료 등으로 나뉜다.
8. ↑  우리가 흔히 아는 간장과 비슷하지만, '장유'라고 하는 이 지역 특산품이다.
9. ↑  일본의 중화 요리에 큰 영향을 미쳤다. 사실상 일본 중화 요리의 대부분이 광둥 요리라고 해도 과언이 아니다.
10. ↑  중국의 다른 지역에서는 어려운 시기를 오래 겪으면서 고급 요리가 많이 소실되었기에, 홍콩 등지에서 보전된 광둥 요리를 받아들여 이를 보충했다. 때문에 오늘날의 중국 요리들 가운데 고급 요리를 찾아보면 대부분은 광둥 요리거나, 그렇지 않더라도 광둥 요리의 영향을 짙게 받은 것이 많다.
11. ↑  중국에서는 육류로선 소고기보다 돼지고기가 특히나 더 많이 선호된다.
12. ↑  광둥 요리에는 중국 요리 특유의 느끼함을 줄여주는 강한 양념이나 향신료가 들어가지 않으므로, 느끼한 것을 싫어하는 사람들은 광둥 요리를 비교적 선호하지 않는 편이다. 중국 내 타 지방에서는 맵고, 달고, 짭짤한 소스로 조리해서 내는 것을 광둥에서는 달걀을 푼 녹말 정도로 마무리하는 경우도 있다.
13. ↑  그 풍요로움으로 인해 '천부지국(天府之國, 하늘이 내려준 곳간의 땅)'이란 말이 있을 정도였다.
14. ↑  이와 비슷한 말로는 구이저우의 매운 맛인 '솬라(酸辣, 시고 매운맛)'이나 후난의 매운 맛인 '라라(辣辣, 맵고 매운맛)' 등이 있다.
15. ↑  그러나 연구에 따르면 쓰촨 요리 가운데 30~40%는 특별하게 매운 요리가 아니라고 한다.[4] 자세한 것은 본 문서의 역사 부분 참조.

### 인용
1. ↑  《글로벌 세계대백과사전》,  〈중국 음식의 특징〉
2. ↑  프레드 차라, <향신료의 지구사>, 145쪽, 2014년, 휴머니스트
3. 1 2  〈さらにシンプルな味わいのわけ方も〉. 《中国料理の基礎知識》. 枻出版社. 2013. 15쪽. ISBN 978-4777926688. 다음 글자 무시됨: ‘和書’ (도움말)
4. ↑  “4.食 四川料理” (PDF). 日本貿易振興機構. 2020년 2월 11일에 확인함. 다음 글자 무시됨: ‘和書’ (도움말)[깨진 링크(과거 내용 찾기)]
5. ↑  두산백과사전 [중국의 떡]
6. ↑  김원희, 이종무. (2011.06), 고사를 통해 살펴본 중국의 떡 문화[깨진 링크(과거 내용 찾기)], 중국문화연구학회
7. ↑  두산백과사전 [월병]
8. ↑  신계숙, 자오동메이, '중국요리기행', 132쪽, 2008년, 파프리카